# 2011

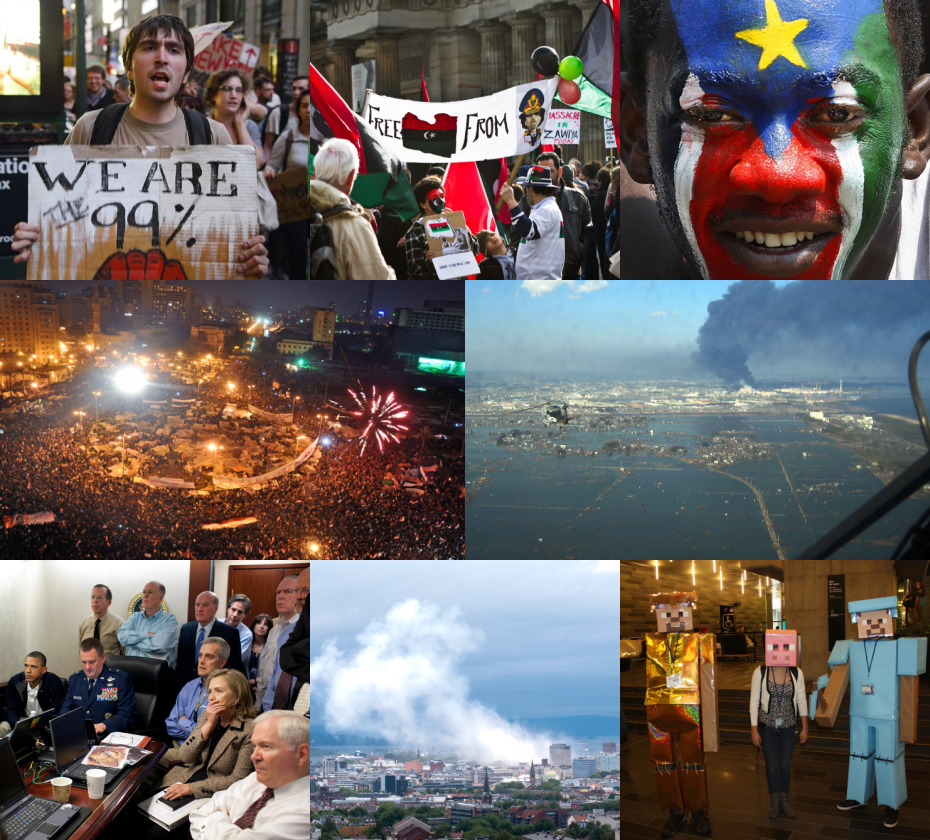
Desde arriba a la izquierda, en el sentido de las agujas del reloj: un manifestante que participa en Occupy Wall Street anuncia el comienzo del movimiento Occupy; protestas contra el dictador libio Muammar Gaddafi, asesinado ese octubre en la Guerra de Libia de 2011; un joven celebra la independencia de Sudán del Sur, el país más nuevo del mundo; el Terremoto y tsunami de Japón de 2011 devasta el este de ese país, mata a casi 20.000 personas y provoca el accidente nuclear de Fukushima I; Minecraft se estrena y pasa a convertirse en el videojuego más vendido; los atentados de Noruega de 2011 marcan el auge del terrorismo supremacista blanco en Occidente; El equipo de seguridad nacional de EE.UU. se reunió en ella Sala de crisis de la Casa Blanca para monitorear el progreso de la operación militar que mató al líder de Al-Qaeda, Osama bin Laden; Las protestas antigubernamentales llamadas Primavera Árabe surgieron en 2010-2011 y, como resultado, muchos gobiernos fueron derrocados en Oriente Medio y el norte de África.

2011 (MMXI) fue un año común que comenzó en sábado en el calendario gregoriano. Fue también el número 2011 anno Dómini o de la designación de era cristiana, además del decimoprimer del tercer milenio y el segundo de la década de los 2010.
El año estuvo marcado por el inicio  de una serie de protestas y revoluciones en todo el mundo árabe que abogaban por la democracia, la reforma y la recuperación económica, que más tarde condujeron al derrocamiento de jefes de Estado en Túnez, Egipto y Yemen, y en algunos casos desencadenaron en cruentas guerras civiles como la guerra civil siria y la primera guerra civil libia.
Algunos de los eventos destacados del año fueron: Marinos estadounidenses mataron al líder de Al-Qaeda y terrorista Osama bin Laden en su complejo en Pakistán el 2 de mayo. El rover Curiosity, que debía aterrizar en Marte en agosto del año siguiente, despegó de Cabo Cañaveral el 26 de noviembre. En julio se independiza Sudán del Sur y se convierte en el país más joven del mundo en independizarse hasta la fecha. En diciembre, el líder norcoreano Kim Jong il, quien había sido el líder supremo de Corea del Norte desde la muerte de su padre Kim Il Sung en 1994, murió mientras viajaba en tren a un lugar en las afueras de Pionyang. Fue sucedido por su hijo Kim Jong Un.
Fue designado como:
- El Año del Conejo, según el horóscopo chino

- el Año Internacional de los Bosques, según la ONU[1]
- el Año Internacional de la Química, según la ONU[2]
- el Año Internacional de los Afrodescendientes, según la Asamblea General de la ONU[3]
- el Año del Centenario de Machu Picchu para el Mundo según el Gobierno del Perú
- el Año del Caudillo Vicente Guerrero, según el Gobierno del Estado de México[4]
- el Año Internacional del Alzheimer en España,[5]
- el Año Internacional de la Televisión, en Canadá, Venezuela y Argentina en sus 50 años
- el Año para la Libertad Religiosa, según la Iglesia católica

## Acontecimientos

### Enero
- 1 de enero: 
  - Estonia adopta el euro como moneda oficial y se convierte en el 17º país de la eurozona.

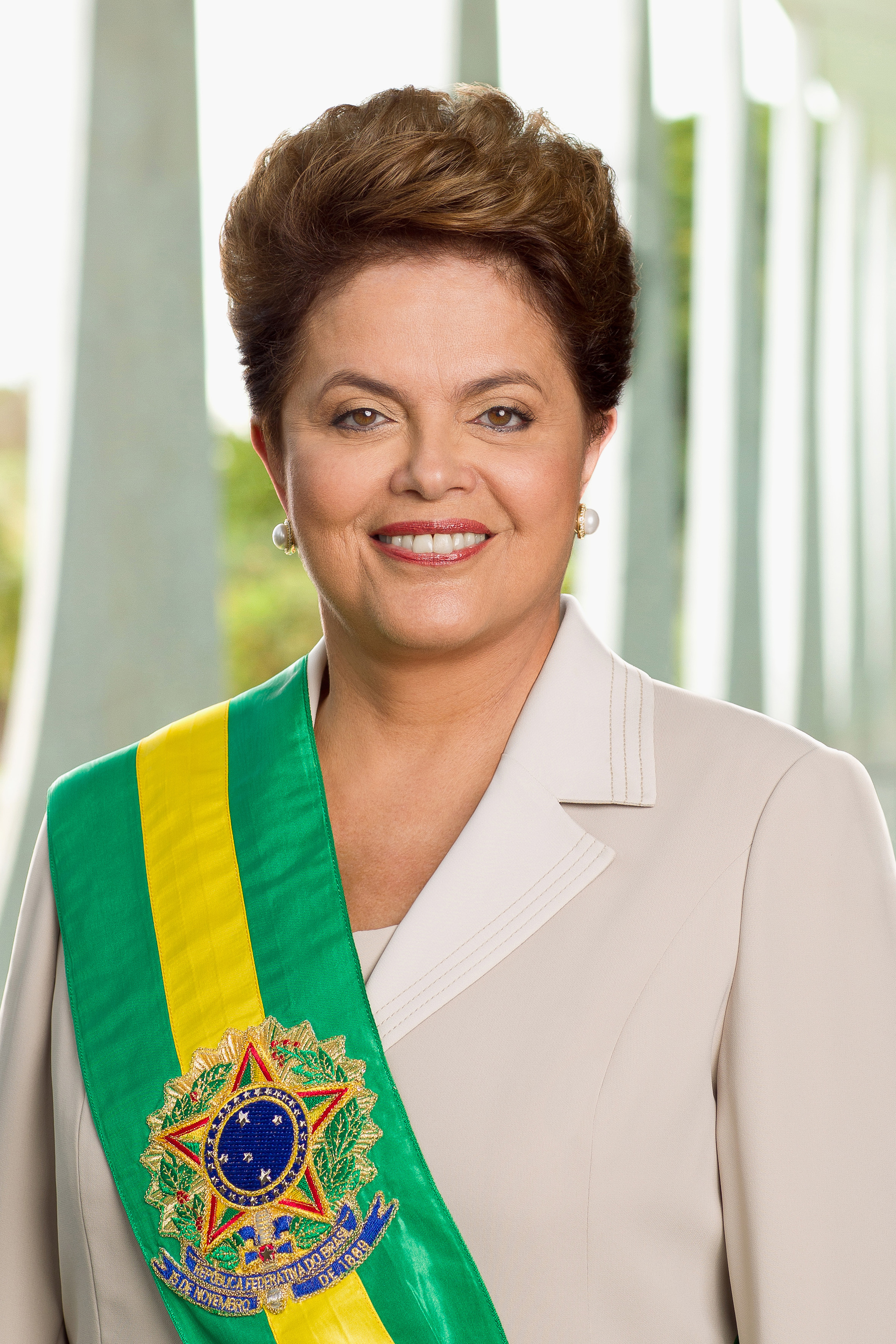
Dilma Rouseff, la primera mujer presidente en la historia de Brasil.

- - En Brasil, Dilma Rouseff toma posesión como presidenta para el periodo 2011-2015.
  - Bonaire, Saba y Sint Eustatius adoptan el dólar estadounidense como moneda oficial.
  - El vuelo 348 con 134 ocupantes, operado por Kolavia, se incendia mientras se prepara para el despegue. Tres personas murieron y 43 resultaron heridas, cuatro de ellas de gravedad, por inhalación de humo o quemaduras.
- 2 de enero: 
  - En España entra en vigor la Nueva Ley Antitabaco, que prohíbe fumar en cualquier espacio público cerrado.
  - En el sur de Chile se produce un terremoto de magnitud 7,1 MW con epicentro cerca de la localidad de Tirúa, que se siente también en algunas localidades cordilleranas del sur de Argentina.[6]
- 3 de enero: 
  - Distancia mínima de la Tierra al Sol, 147 105 562 km.
  - Hasta estos días Australia sufre las peores inundaciones desde hace 100 años, dejando unas 12 víctimas fatales, miles de desaparecidos y unas 3600 permanecen refugiadas en centros de evacuación, pero se espera que sean más de 6500 los pobladores que requieran protección en esas instalaciones.
- 4 de enero: 
  - Es avistado un eclipse de Sol parcial, visible en Europa, norte de África y oeste de Asia.
  - El vendedor ambulante tunecino Mohamed Bouazizi muere después de prenderse fuego un mes antes, lo que provocó protestas antigubernamentales en Túnez y más tarde en otras naciones árabes. Estas protestas se conocen colectivamente como la Primavera Árabe.[7]
- 8 de enero: en Tucson (Arizona), después de que Sarah Palin (congresista republicana y miembro del Tea Party) publicara en Facebook un «mapa de caza» donde ubicaba a varios candidatos demócratas como blancos de rifle,  un francotirador llamado Jared Lee Loughner (22) perpetra la masacre de Tucson: mata a 6 personas ―incluido el juez John McCarthy Roll (1947-2011) y una niña― y hiere a 13 —incluido su blanco: la congresista demócrata Gabrielle Giffords (1970-)—.
- 9 de enero: el vuelo 277 de Iran Air que volaba de Teherán a Urmía se accidenta por mal clima: fallecen sus 78 ocupantes y sobreviven 27 de ellos.
- 9 al 15 de enero: en la región autónoma de Sudán del Sur, se celebra un referéndum para independizarse de Sudán.[8]
- 10 de enero: en Zúrich, Suiza, Lionel Messi gana su tercer Balón de Oro, por sobre Andrés Iniesta y Xavi Hernández
- 12 de enero: en Chile, se producen protestas en la región de Magallanes, específicamente en Punta Arenas, por el alza del gas por parte del gobierno de Chile.

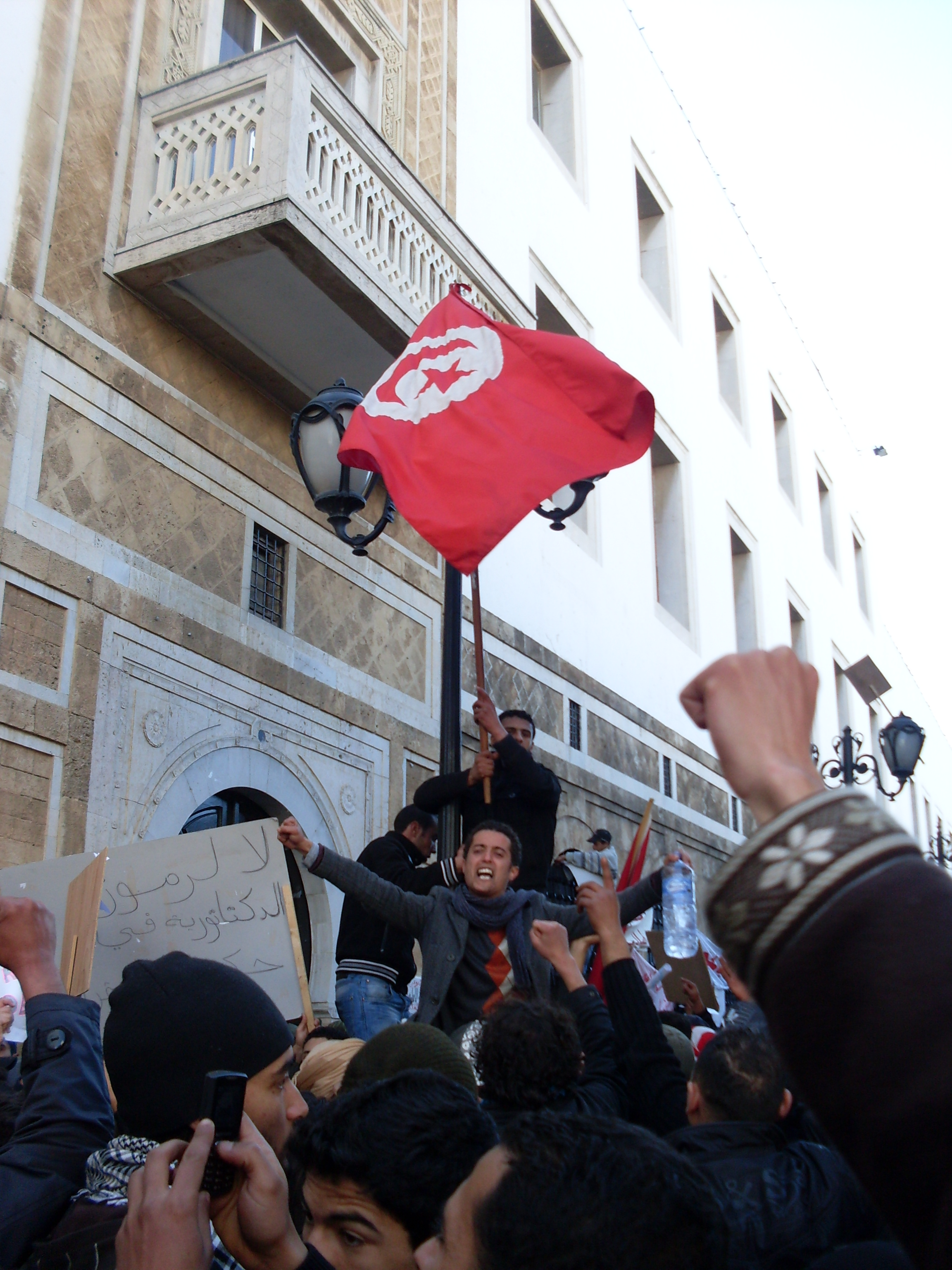
Revolución de los Jazmines en Túnez.

- 14 de enero: en Túnez el presidente Zine El Abidine Ben Ali huye del país luego de un mes de disturbios causados por las protestas populares contra la situación económica que fueron sangrientamente reprimidas por las fuerzas de seguridad; el primer ministro Mohamed Ghannouchi asumió la presidencia provisionalmente con el apoyo del Ejército.[9]
- 15 de enero: en Túnez es nombrado presidente interino el hasta ahora presidente del Parlamento Fouad Mebazaa, con lo que se confirma la caída de Ben Ali (exiliado en Arabia Saudita).[10]
- 19 de enero: un terremoto de 7,2 sacude Pakistán dejando 3 muertos y varios heridos.
- 22 de enero: la Revolución de los Jazmines de Túnez crea una inestabilidad política regional y amenaza con derribar algunas dictaduras del norte de África y Medio Oriente.[11]
- 22 de enero: el efecto dominó de la Revolución Tunecina llega a Marruecos, Argelia, Egipto y Yemen.[12]
- 23 de enero: la rebelión en Túnez se extiende a Egipto con fuertes protestas.
- 24 de enero: atentado del Aeropuerto Internacional de Moscú-Domodédovo de 2011.
- 25 de enero: la familia del presidente egipcio Hosni Mubarak huye del país en medio de las fuertes protestas.
- 27 de enero: Comienza la Revolución yemení.
- 28 de enero: el «Viernes de la Ira» en Egipto. Se convocan a un millón de jóvenes a las calles por la revolución. El hijo del presidente Mubarak huye del país.
- 29 de enero: la CAF le otorga a Ruanda la sede del Campeonato Africano de Naciones de 2016.
- 31 de enero: el entonces procurador fiscal del Distrito Nacional, Cirilo J. Guzmán, gana el Premio Nacional de la Juventud, República Dominicana.

### Febrero
- 2 de febrero: 
  - el Museo Egipcio de El Cairo es blanco de ataques vandálicos por parte de los manifestantes anti-Mubarak. Se registraron incendios en los jardines del museo y un total de 70 piezas arqueológicas dañadas.
  - Se publica la primera edición de The Daily, el primer periódico diseñado exclusivamente para su visualización en el iPad.
  - Descubrimiento del sistema planetario Kepler-11.
- 3 de febrero: 
  - Se inicia el Año Nuevo Chino del Conejo.
  - en Santiago de Chile se inaugura el tramo final de la Línea 5 del Metro de Santiago desde Pudahuel hasta Plaza de Maipú
- 4 de febrero: Inicia el Campeonato Africano de Naciones en Sudán.

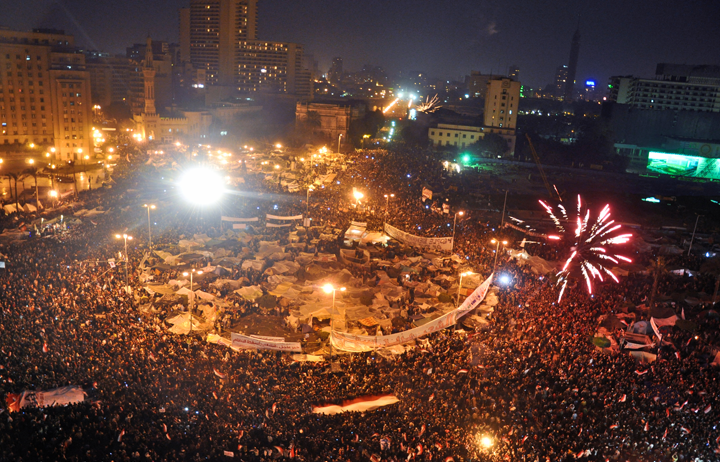
Manifestantes en la Plaza Tahrir celebrando la dimisión del presidente Hosni Mubarak.

- Manifestantes en la Plaza Tahrir celebrando la dimisión del presidente Hosni Mubarak.11 de febrero: Triunfo de la Revolución Egipcia, después de dieciocho días de violentas protestas, Hosni Mubarak renuncia a la presidencia del país y deja el poder en manos de las Fuerzas Militares[13]
- 15 de febrero: En Libia comienza la primera guerra civil libia.
- 16 de febrero: en la ciudad mexicana de Guadalajara, se incendia un hotel en construcción perteneciente a la cadena española Riu, registrándose un saldo de dos trabajadores muertos y 27 heridos.[14]
- 20 de febrero: la cantante Katy Perry comenzó su gran gira California Dreams Tour contando con 125 espectáculos alrededor del mundo.
- 21 de febrero: en Libia la rebelión popular contra el régimen de Muamar Gadafi, que lleva ya varios días, se agrava y puede haberse convertido en una guerra civil, cuando se informa que la aviación militar leal al régimen ha bombardeado a los manifestantes opositores en la capital Trípoli causando al menos 250 muertos y que unidades del Ejército de Libia se han sublevado uniéndose a los rebeldes en la ciudad de Bengasi y combatiendo contra las unidades de élite leales al régimen.[15]Vista de la Catedral de Christchurch después del sismo.
- 22 de febrero: 

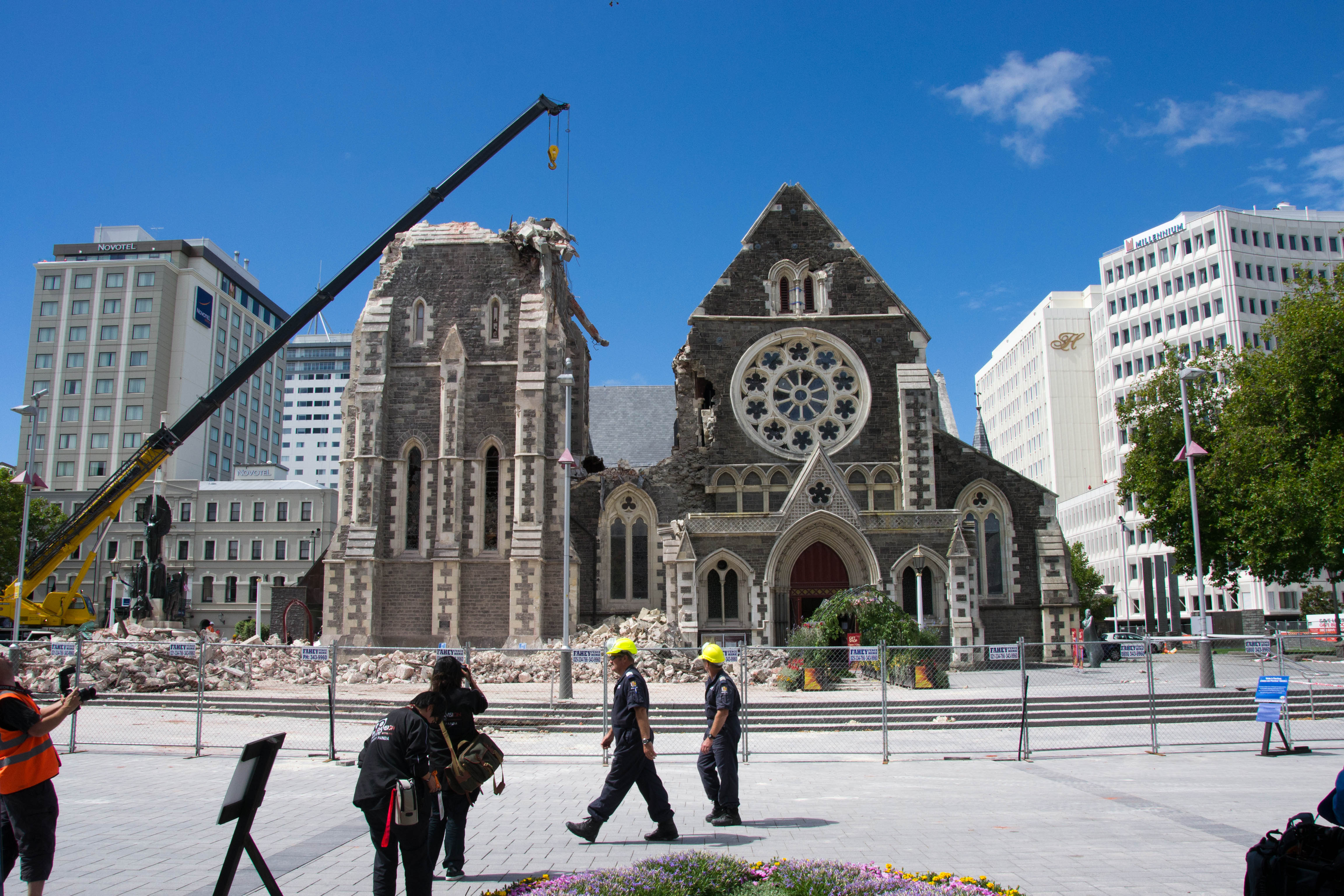
Vista de la Catedral de Christchurch después del sismo.

  - en Christchurch (Nueva Zelanda) se registra un terremoto de 6,2, en lo que se convirtió en el tercer desastre natural más mortífero de Nueva Zelanda. Más de 180 personas murieron, muchas de ellas dentro del edificio CTV. Muchos trabajadores extranjeros de búsqueda y rescate respondieron al evento.[16]
  - en Libia el país se acerca más al caos cuando Muamar Gadafi amenaza con masacrar a los manifestantes rebeldes en un discurso por televisión, intensificando así la matanza indiscriminada con bombardeos y tiroteos, mientras su hasta ahora ministro del Interior se une a la revolución contra Gadafi y hace un llamado al Ejército a unirse a los rebeldes.
- 23 de febrero: en Libia se consolida el control de las fuerzas rebeldes sobre las regiones del este del país, y más unidades de las Fuerzas Armadas se pasan al bando rebelde; mientras Gadafi y sus leales se atrincheran en Trípoli en una nueva escalada del conflicto.[17]
- 25 de febrero: el gobierno español rebaja la velocidad máxima para circular por autovías a 110 km/h, dentro de un paquete de medidas para ahorrar petróleo.[18]
- 25 de febrero: Final del Campeonato Africano de Naciones en Omdurmán, Sudán. Túnez gana el campeonato tras un 3-0 a Angola.
- 27 de febrero: en el Teatro Kodak de Los Ángeles (Estados Unidos) se realiza la entrega de los Premios Óscar de 2010, para premiar lo mejor de la industria cinematográfica de Hollywood durante el año 2010.

### Marzo
- 4 de marzo: Se estrena la película Rango de John Depp.
- 6 de marzo: 
  - En Daraa, se desencadena la fase de levantamiento civil de la guerra civil siria cuando 15 jóvenes en Daraa son arrestados por garabatear grafitis en la pared de su escuela denunciando al régimen del presidente Bashar al-Ásad.
  - En Texas (Estados Unidos), un jurado condena al gurú krisnaísta india Prakashanand Sáraswati (n. 1929) por abusar de menores en los años ochenta y noventa. Dos días después sus discípulas lo sacarán del país (hasta el día de hoy se encuentra prófugo).
- 10 de marzo: Un terremoto de 5,4 sacude la provincia china de Yunnan dejando 26 muertos y 313 heridos así como más de 1000 edificios destruidos.

- 11 de marzo: 

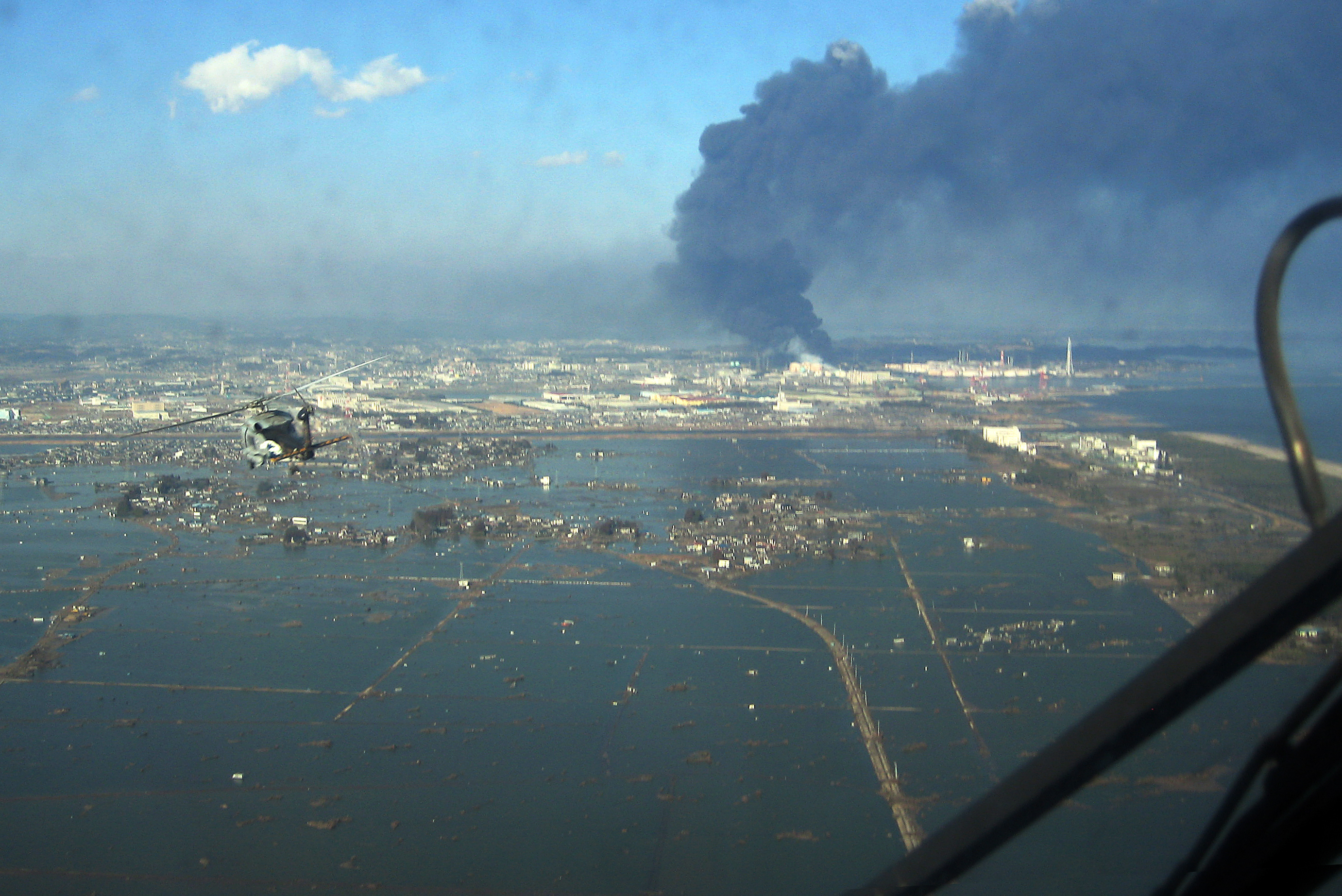
Sendai después del Terremoto de Japón de 2011.

  - Sendai después del Terremoto de Japón de 2011.Un gran terremoto de 9,1 sacude todo Japón y extiende la alerta de tsunami por todo el Pacífico. El tsunami provocado produce el Accidente nuclear de Fukushima I y deja un saldo de más de 22.000 muertos.
  - Muere la escritora Josefina Aldecoa.
- 12 de marzo: Un terremoto de 6,7 sacude la prefectura de Nagano en Japón matando a 3 personas.
- 15 de marzo: 
  - Empiezan las manifestaciones en Siria para exigir reformas democráticas, la renuncia del presidente Bashar al-Ásad y la liberación de los encarcelados por la protesta del 6 de marzo en Daraa. El gobierno responde reprimiendo las protestas que dan lugar a la guerra civil siria.
  - Hamad bin Isa Al Jalifa, rey de Baréin, declara un estado de emergencia de tres meses mientras se envían tropas del Consejo de Cooperación del Golfo para sofocar los disturbios civiles.[19]
  - Una réplica de 6,0 del terremoto del 11 de marzo en Japón deja 80 heridos y cortes de energía en la ciudad de Shizuoka.
- 17 de marzo: el Consejo de Seguridad de las Naciones Unidas aprueba una zona de exclusión aérea sobre Libia. Francia anuncia una intervención aérea contra las fuerzas de Gadafi.[20]
- 18 de marzo: 
  - La misión espacial Messenger entra en órbita alrededor de Mercurio.
  - La misión New Horizons alcanza la órbita de Urano después de un viaje de cinco años.
- 19 de marzo: una alianza de países, amparados por la Resolución 1973 del Consejo de Seguridad de las Naciones Unidas, ataca en Libia las fuerzas de Gaddafi.[21]
- 19 de marzo: Egipto celebra un referéndum constitucional. Gana el «sí» con el 77,3 % de los votos.
- 23 de marzo: en Portugal, José Sócrates dimite como primer ministro al no conseguir apoyo para el nuevo plan de recortes consensuado con la Unión Europea.
- 24 de marzo: 
  - En la ciudad de Resistencia (Argentina) se inaugura el Estadio Centenario Campeones del Mundo, con la capacidad de 25 000 espectadores. Su propietario es el Club Atlético Sarmiento.
  - Un terremoto de 6,8 sacude Birmania dejando un saldo de 151 muertos y 212 heridos.
- 31 de marzo: En Costa de Marfil las fuerzas rebeldes que apoyan al presidente electo Alassane Ouattara cercan la capital de la nación controlada por las fuerzas leales al presidente saliente Laurent Gbagbo, y Ouattara amenaza con un baño de sangre sí Gbagbo no se rinde.[22]

### Abril
- 2 de abril: en España, el presidente del gobierno José Luis Rodríguez Zapatero anuncia que no se presentará a las elecciones generales de 2012, pidiendo al partido que convoque primarias para elegir al candidato después de las elecciones municipales del 22 de mayo.
- 2 y 3 de abril: en Chile se realiza el festival Lollapalooza.
- 3 de abril: En la ciudad de Atlanta, Georgia, se celebra el evento más grande de la lucha libre, WrestleMania XXVII.
- 7 de abril: 
  - las Fuerzas de Defensa de Israel utilizan su sistema de misiles Cúpula de Hierro para interceptar con éxito un BM-21 Grad lanzado desde Gaza, marcando la primera intercepción de misiles de corto alcance de la historia.[23]
  - Mahamadou Issoufu toma posesión como presidente de Níger.
  - En Brasil, Wellington Menezes de Oliviera perpetra la Masacre de Realengo de 2011 resultando 12 muertos y 18 heridos.
  - Una réplica de 7,1 del terremoto del 11 de marzo en Japón sacude la prefectura de Miyagi dejando 4 muertos y 141 heridos.
- 8 de abril: Portugal pide el rescate del fondo financiero de la Unión Europea, en el que también participará el Fondo Monetario Internacional.*Caifanes anuncia su reencuentro y regreso a los escenarios en el vive latino2011 luego de1cuarto de siglo de carrera artística y también ese mismo año2011 anuncian su primera gira de reencuentro entre México, Estados Unidos y Colombia.[24]
- 10 de abril: en Perú se celebran las elecciones generales, los candidatos Ollanta Humala y Keiko Fujimori son llevados a una segunda vuelta.
- 11 de abril: 
  - En Costa de Marfil las fuerzas rebeldes que apoyan al presidente electo Alassane Ouattara, con apoyo de fuerzas militares francesas, arrestan al presidente saliente Laurent Gbagbo en su casa, poniendo fin aparentemente a la guerra civil en ese país africano.[25]
  - En Bielorrusia sucede el atentado del Metro de Minsk de 2011.
  - Una réplica de 6,6 del terremoto del 11 de marzo en Japón sacude la prefectura de Fukushima dejando 4 muertos y 10 heridos.
- 16 de abril: En Nigeria se celebran elecciones presidenciales, que son ganadas por amplio margen por el presidente saliente y candidato a la reelección Goodluck Jonathan.[26]
- 17 de abril: 
  - En Finlandia se celebran elecciones parlamentarias.
  - Comienza el apagón de PlayStation Network, que se convierte en una de las mayores violaciones de datos jamás registradas y expone los datos personales de 77 millones de cuentas en la plataforma. El apagón duró 23 días.[27]
- 17 de abril: Estreno mundial de Game of Thrones.
- 19 de abril: En Cuba, el presidente Fidel Castro renuncia de manera definitiva. Su hermano Raúl Castro se convierte en el primer secretario del Partido Comunista de Cuba.[28]
- 19 de abril La girlband A Pink debuta con la canción Mollayo.
- 20 de abril: en Bogotá , Colombia se reconstituye el Club Deportivo Los Millonarios convirtiéndose en una Sociedad Anónima llamada Azul Y Blanco y salvando al equipo de una desaparición.[29]
- 24 de abril:  Se produce la filtración de los archivos de la Bahía de Guantánamo en 2011, WikiLeaks y otras organizaciones publican 779 documentos clasificados sobre los detenidos de la Bahía de Guantánamo, y se había expuesto que 150 ciudadanos inocentes de Afganistán y Pakistán fueron retenidos en el campo sin juicio y los detenidos eran tan jóvenes como 14 años.[30]
- 28 y 29 de abril: En Londres se estima que dos mil millones de personas vieron la boda del príncipe Guillermo, duque de Cambridge y Catalina Middleton en la Abadía de Westminster.[31]

### Mayo

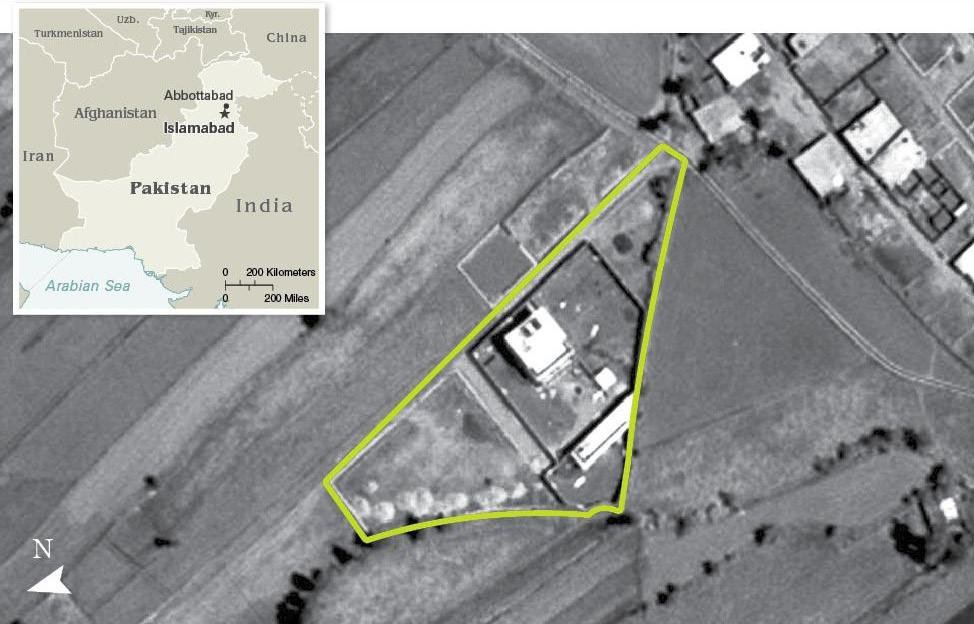
Vista aérea del complejo donde fue asesinado Osama bin Laden el 2 de mayo de 2011

- 1 de mayo: en la Ciudad del Vaticano, el papa Benedicto XVI beatifica a su predecesor, el papa Juan Pablo II.
- 2 de mayo: 
  - El presidente de los Estados Unidos, Barack Obama, anuncia que Osama bin Laden, el fundador y líder del grupo militante Al Qaeda, fue asesinado el 2 de mayo de 2011 (PKT, UTC+05) durante una operación militar estadounidense en Pakistán.[32]
  - en Canadá se celebran elecciones parlamentarias y el primer ministro Stephen Harper es reelecto al obtener su Partido Conservador la mayoría absoluta.[33]
- 3 de mayo: Se estrena por primera vez la serie El increíble mundo de Gumball, creado por Ben Bocquelet en Reino Unido, y también se estrena El show de los Looney Tunes
- 5 de mayo: 
  - en Reino Unido se celebran elecciones regionales y municipales, y un referéndum para consultar la aprobación de una reforma al sistema electoral parlamentario para pasar del tradicional sistema uninominal por mayoría simple o relativa a una sola vuelta a otro más proporcional con las minorías; la reforma es rechazada por aplastante mayoría popular.[34]
  - En el estado de Guerrero se registra un terremoto de 5,7 causando daños leves y el pánico entre la población.
- 6 de mayo: en el País Vasco, el partido político Bildu, relacionado con la izquierda abertzale, concurrirá a las elecciones municipales después de que el Tribunal Constitucional ratifique las listas.[35]
- 7 de mayo: en las islas Canarias concluye la III Edición de la ultramaratón de montaña de la Isla de La Palma, la Transvulcania y Miguel Heras consigue el nuevo récord de esta carrera.[36]
- 9 de mayo: en Grecia, la crisis financiera de la deuda soberana se acrecienta ante los rumores de un nuevo rescate. Las bolsas de toda Europa bajan ante la incertidumbre.[37]
- 11 de mayo: en Lorca (España) se registra un terremoto de 5,1 que deja 9 muertos, más de 400 heridos e importantes daños materiales y la evacuación de 20.000 personas. Es el terremoto más dañino en ese país desde 1969.[38]
- 13 de mayo: en Charsadda (Pakistán), la banda terrorista Tehrik e Taliban Pakistan realiza atentados terroristas en represalia por la muerte de Bin Laden: al menos 88 muertos.[39]
- 14 de mayo: 
  - en Nueva York (Estados Unidos) la policía local detiene al francés Dominique Strauss-Kahn (director gerente del Fondo Monetario Internacional), por delitos sexuales (entre ellos intento de violación) contra la empleada de un hotel.[40]
  - Gana el Festival de Eurovision el grupo de Azerbaiyán Eldar Gasimov y Nigar Jamal que le da la 1.ª victoria al país en el festival.

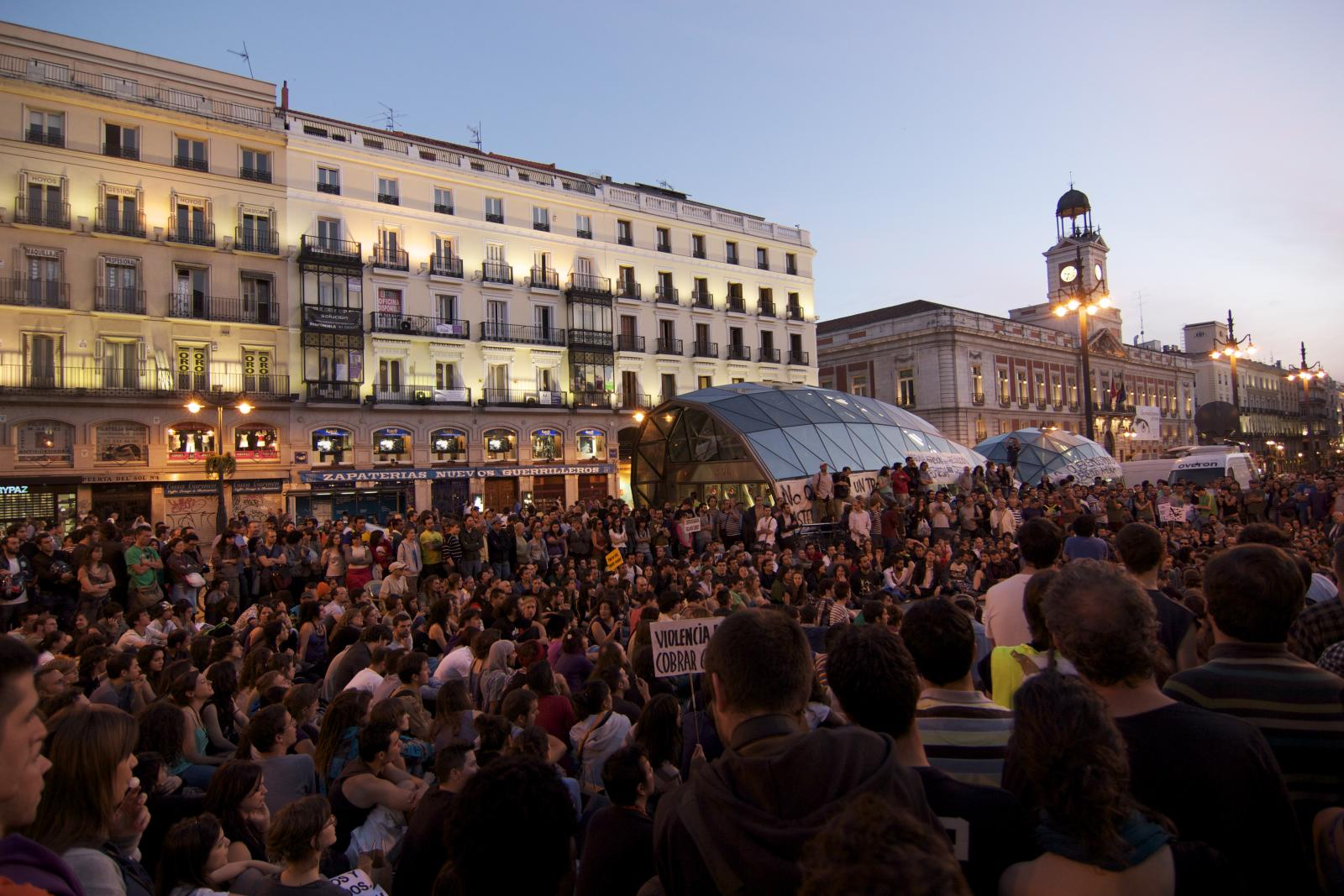
Manifestación del 15 de mayo en la Puerta del Sol en Madrid.

- Manifestación del 15 de mayo en la Puerta del Sol en Madrid.15 de mayo: manifestaciones del movimiento Democracia Real Ya en toda España.[41]

- 16 de mayo: el Fiscal Jefe de la Corte Penal Internacional, Luis Moreno Ocampo, solicita a los magistrados de esa corte una orden de arresto internacional contra el líder libio Muamar el Gadafi, uno de sus hijos y el jefe de la inteligencia libia por delitos de lesa humanidad contra el pueblo libio.[42]
- 16 de mayo: en Italia concluye la primera ronda de las elecciones municipales parciales.[43]

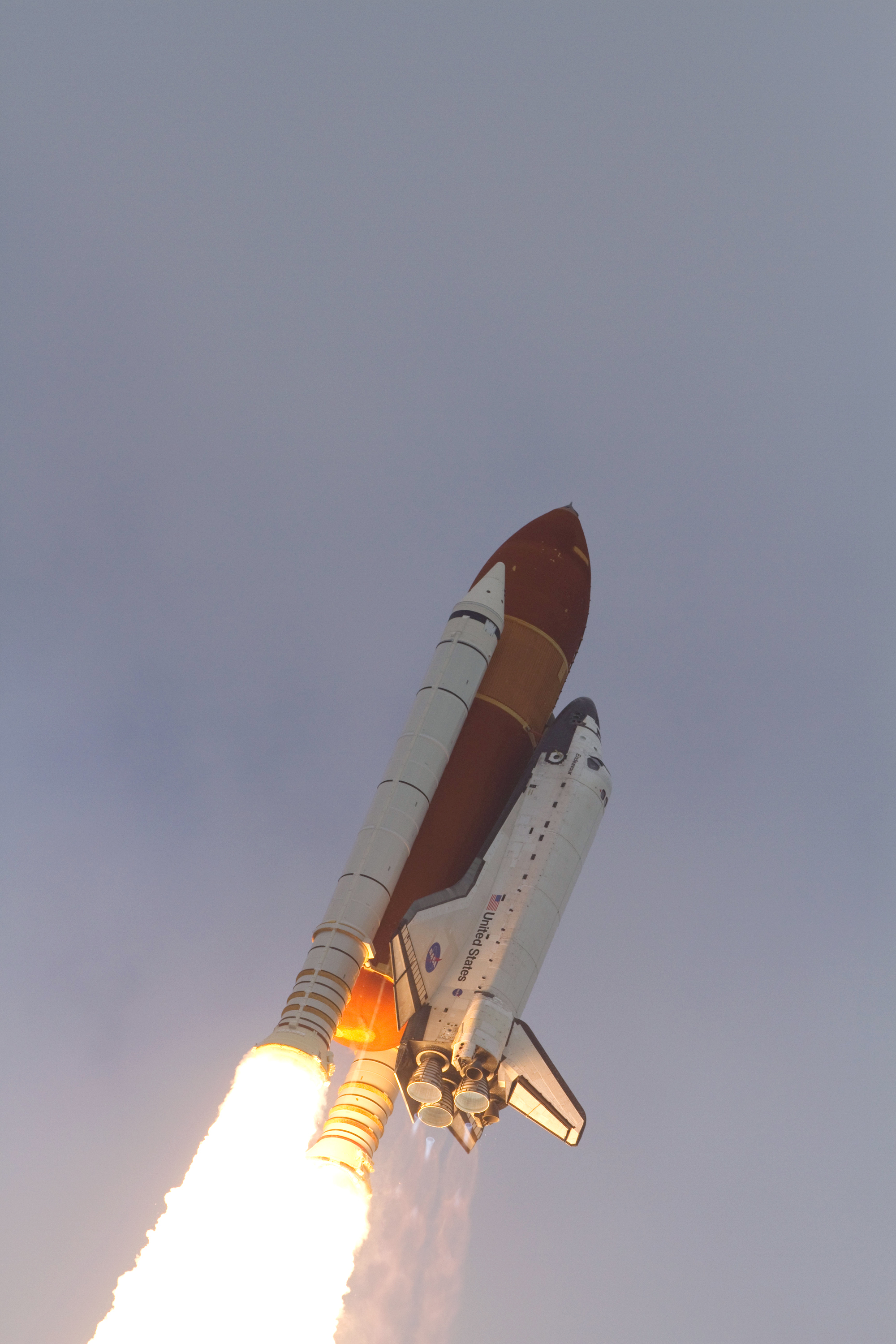
Despegue del Transbordador Endeavour.

- Despegue del Transbordador Endeavour.16 de mayo: el Transbordador Espacial Endeavour, despega en su vigésima quinta y última misión espacial.[44]

- 18 de mayo: en la provincia argentina de Río Negro, el vuelo 5428 de Sol se estrella causando 22 muertos.
- 19 de mayo: En Turquía, un terremoto de 5,8 deja 2 muertos y más de 100 heridos.
- 20 de mayo: el programa de La Sexta, Sé lo que hicisteis... tras más de cinco años en antena, emitía su programa n.º1010, el último.
- 22 de mayo: en España se celebran elecciones autonómicas y municipales.
- 25 de mayo: en Yemen la crisis política por la rebelión popular contra el presidente Ali Abdullah Saleh sufre una grave escalada y amenaza convertirse en una guerra civil cuando se libran violentos combates en la capital Saná entre las fuerzas de seguridad leales al gobierno y milicias tribales partidarias de la oposición, ocupando estas últimas varias sedes del gobierno.[45]
- 25 de mayo: en Estados Unidos finaliza el programa The Oprah Winfrey Show, después de permanecer 25 años al aire.[46]
- 26 de mayo: en Serbia es arrestado Ratko Mladić, el último de los más importantes criminales de guerra de las guerras yugoslavas que quedaba en libertad; se espera su entrega al Tribunal Penal Internacional para la exYugoslavia para ser juzgado por crímenes contra la humanidad.[47]
- 27 de mayo: en Monterrey (México) una maestra de preescolar logra mantener en calma a un grupo de niños en su salón de clases durante un enfrentamiento entre narcotraficantes y policías.
- 28 de mayo: en Londres (Reino Unido), el Fútbol Club Barcelona gana su cuarta Liga de Campeones de la UEFA ante el Manchester United en el Wembley Stadium.
- 28 de mayo: Alfredo Pérez Rubalcaba es elegido candidato del PSOE a la presidencia del gobierno, días después de la renuncia de Carme Chacón a presentarse a las primarias que debían celebrarse.[48]
- 29 de mayo: crisis del pepino de 2011: en Alemania aparecen casos de infección por Escherichia coli. Las autoridades germanas culpan a una partida de pepinos proveniente de España, lo que provoca una crisis del sector agrícola en España.
- 30 de mayo: en Italia concluye la segunda ronda de las elecciones municipales parciales.[49]

### Junio

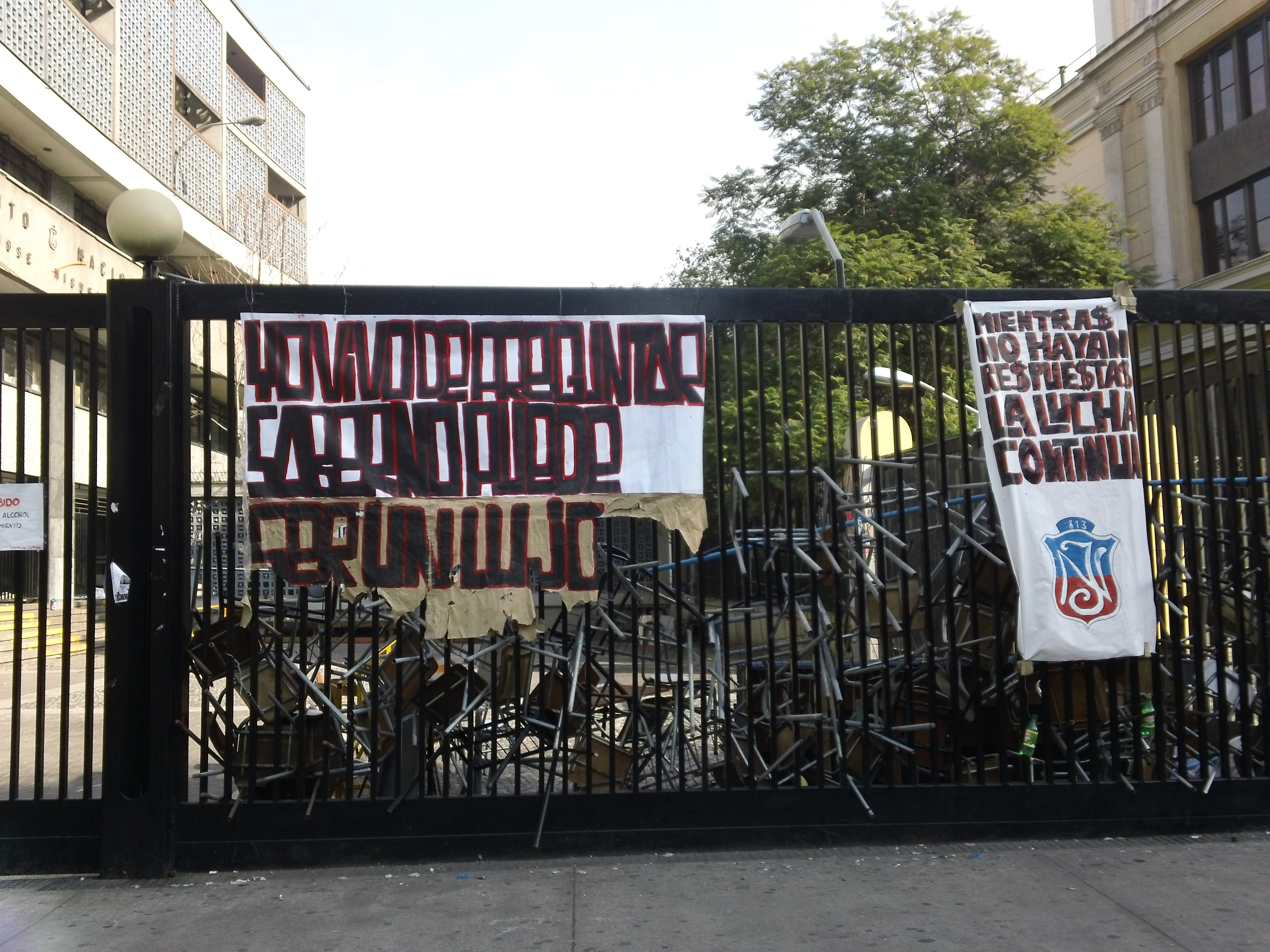
Toma del Instituto Nacional General José Miguel Carrera durante la movilizaciones Estudiantiles en Chile de 2011

- 1 de junio: movilización estudiantil en Chile de 2011: primera gran paralización nacional. En Santiago, la marcha concentra casi 20 000 personas.[50]
- 3 de junio: en Yemen el presidente Ali Abdullah Saleh resulta herido en un ataque de las fuerzas rebeldes tribales contra el Palacio Presidencial, en medio del recrudecimiento de los combates.[51]
- 5 de junio: 
  - Portugal celebra elecciones parlamentarias anticipadas para elegir al gobierno; la centro-derecha del Partido Socialdemócrata obtiene una amplia victoria, con lo que su líder Pedro Passos Coelho será primer ministro.[52]
  - Se celebra la segunda vuelta de las elecciones presidenciales del Perú.[53] El vencedor es Ollanta Humala.
  - En Macedonia se celebran elecciones parlamentarias anticipadas; triunfa la centro-derecha del partido VMRO-DPMNE, liderado por el primer ministro Nikola Gruevski.[54]
- 9 de junio: desde la Base Vandenberg en Santa Bárbara (California), la NASA (agencia estadounidense) y la CONAE pone en órbita el satélite argentino SAC-D/Acuarius|SAC-D Aquarius, que medirá la salinidad de todos los océanos del planeta.
- 12 de junio: en Turquía se celebran elecciones parlamentarias y el primer ministro islamista moderado Recep Tayyip Erdoğan es reelecto al obtener su Partido de la Justicia y el Desarrollo la mayoría absoluta; sin embargo no llegó a la mayoría calificada que necesitaba para cambiar la Constitución del país sin tener que llegar a acuerdos con la oposición.[55]
- 13 de junio: 
  - en Italia los electores derogan en referéndums varias normas, entre ellas la que pretendía reimplantar la energía nuclear en el país y la que le brindaba inmunidad judicial al primer ministro.[56]
  - Un terremoto de 6,0 sacude a Christchurch.
- 16 de junio: movilización estudiantil en Chile de 2011: otra gran jornada de movilizaciones en el país. en Santiago se produce la mayor concentración civil desde el retorno a la democracia, convocada por la dirigente estudiantil Camila Vallejo Dowling dirigente de la Fech, con unos 80 000 manifestantes en las calles.[57]
- 19 de junio: en España se realiza una convocatoria de manifestaciones de Democracia Real Ya y el Movimiento 15-M.
- 21 de junio: Pedro Passos Coelho toma posesión como primer ministro de Portugal.
- 25 de junio: La selección mexicana se corona campeón de la Copa de Oro 2011, derrotando a Estados Unidos 4:2.

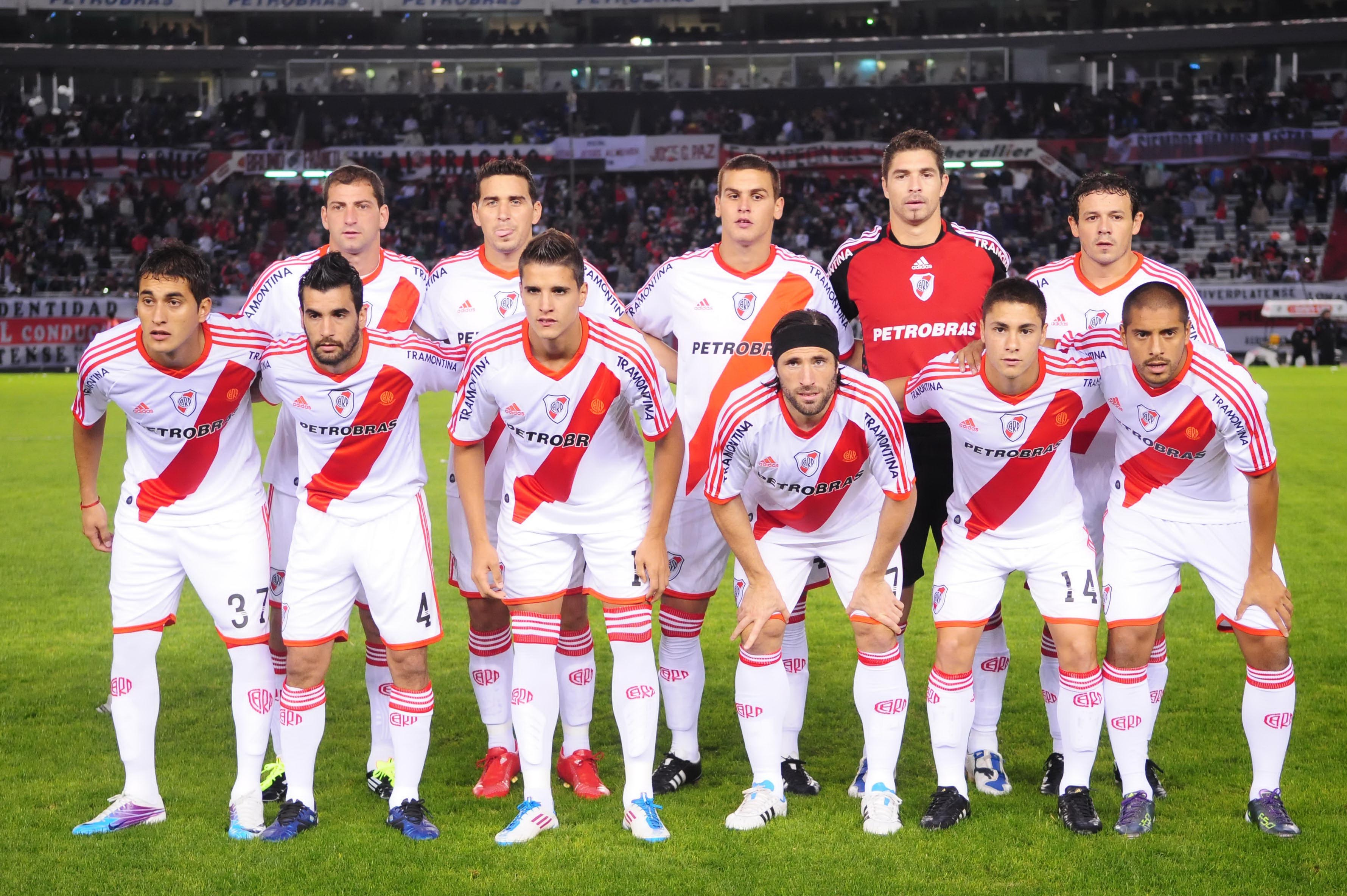
Equipo del Club Atlético River Plate previo al primer descenso de categoría de su historia, acontecido el 26 de junio de este año.

- Equipo del Club Atlético River Plate previo al primer descenso de categoría de su historia, acontecido el 26 de junio de este año.26 de junio: en Argentina, desciende por primera vez en su historia el Club Atlético River Plate a la Primera B Nacional tras empatar en la vuelta en el monumental 1-1 con el club Belgrano de Córdoba, quien ganó de local en la ida 2-0, dejando un global de 3-1 a favor de los apodados "piratas"
- 27 de junio: 
  - La Corte Penal Internacional ordena el arresto judicial preventivo del líder libio Muamar el Gadafi, de uno de sus hijos y del jefe de la inteligencia militar libia (cuñado de Gadafi) por delitos de lesa humanidad contra el pueblo libio.[58]
  - En Camboya se inicia ante el Tribunal de Camboya (una corte especial con apoyo internacional) el juicio contra los líderes sobrevivientes del movimiento comunista maoísta de los Jemeres Rojos por el genocidio camboyano en el que fueron asesinadas hasta 2 millones de personas.[59]
- 28 de junio: Google lanza su red social Google+ en una fase preliminar de pruebas o beta.
- 29 de junio: Grecia vota un paquete de medidas para evitar la quiebra económica. El país se encuentra sumido en protestas.[60]
- 30 de junio: Se produce la segunda gran protesta de las movilizaciones estudiantiles en Chile, reuniendo entre 80 y 200 mil personas.[61]
- 30 de junio: el presidente de Venezuela, Hugo Chávez, desde La Habana, Cuba confirma que tiene cáncer después de que ciertos exámenes revelaran la presencia de un absceso pélvico con células cancerígenas

### Julio
- Bandera de Sudán del Sur1 de julio: 

Bandera de Sudán del Sur

  - Comienza la edición 43.ª de la Copa América 2011 en Argentina.
  - Marruecos realiza un referéndum para aprobar una reforma constitucional que disminuye el poder del rey, cediéndolo al primer ministro, y que daría libertad religiosa a la población, entre otros. Ganó el «sí», con una amplia participación.[62]
  - en España, la policía realiza la Operación Saga contra la SGAE. Detiene al director Teddy Bautista y a 8 directivos por delitos societarios y de apropiación indebida.[63]
- 3 de julio: en Tailandia se celebran elecciones parlamentarias y triunfa el partido Puea Thai con mayoría absoluta, por lo que su candidata Yingluck Shinawatra será primera ministra.[64]
- 5 de julio: la agencia de calificación de riesgo Moody's baja la calificación de la deuda portuguesa de Baa1 al Ba2, lo que supone la pérdida de confianza de los mercados en los bonos de deuda pública portuguesa, agravando aún más la crisis que sufre el país.[65]
- 7 de julio: en Londres (Reino Unido), el periódico sensacionalista News of the World anuncia que, debido a un escándalo de escuchas telefónicas, cesa su actividad. Se inicia así una tormenta política que salpica a Scotland Yard y al gobierno de Reino Unido.
- 7 de julio: en Liúbertsi, a 20 km de Moscú (Rusia), el astrónomo aficionado ruso Leonid Yelenin (1981–, descubridor en 2010 del cometa Elenín) descubre el cometa P/2011 NO1.
- 9 de julio: 
  - Sudán del Sur declara su independencia de Sudán, según el resultado del referéndum de independencia celebrado en enero.[66]
  - en Guatemala asesinan el cantante argentino Facundo Cabral.
- 10 de julio: México bicampeón de Copa Mundial de Fútbol Sub-17 de 2011.
- 12 de julio: Neptuno completa su primera órbita alrededor del sol desde su descubrimiento en 1846.
- 14 de julio: 
  - en Villa Martelli (Gran Buenos Aires), la presidenta Cristina Fernández de Kirchner inaugura la megamuestra Tecnópolis, que durará hasta el 22 de agosto.
  - Sudán del Sur se une a la Organización de las Naciones Unidas como el miembro 193.
- 15 de julio: 
  - Italia aprueba un plan de ajuste de 79 000 millones de euros[67] y aumenta la incertidumbre sobre la crisis de la eurozona.
  - Se estrena la película Harry Potter Y Las Reliquias De La Muerte Parte 2, siendo la octava  y última de la franquicia.
- 19 de julio: el presidente de Guinea, Alpha Condé, escapa ileso de un atentado contra su vida perpetrado por militares rebeldes que atacaron su residencia con artillería pesada y armas automáticas.[68]
- 20 de julio: 

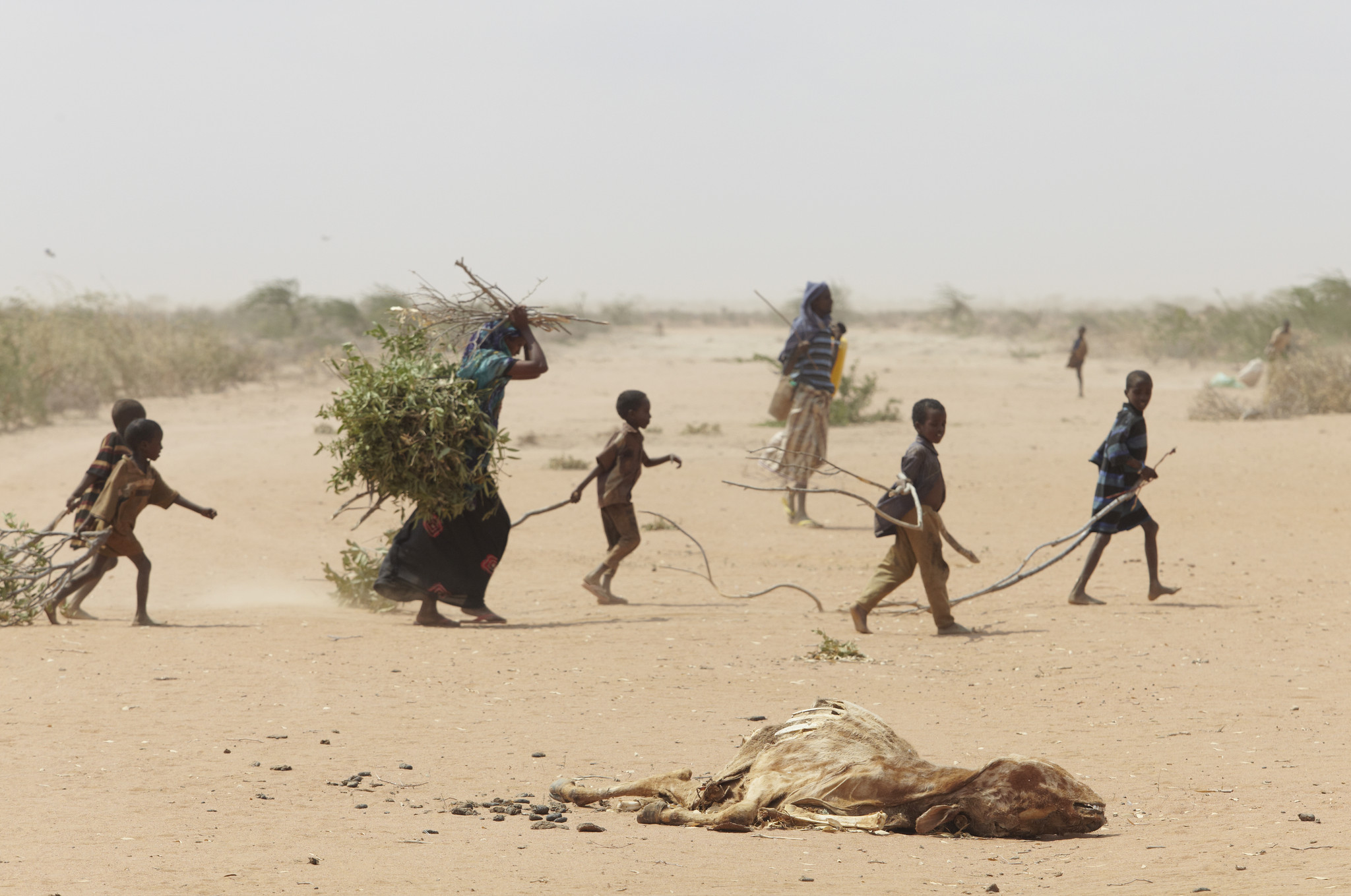
Crisis alimentaria del Cuerno de África de 2011.

  - Crisis alimentaria del Cuerno de África de 2011.en Serbia es arrestado Goran Hadžić, el último criminal de guerra buscado por el Tribunal Penal Internacional para la exYugoslavia que quedaba en libertad y expresidente de la desaparecida República Serbia de Krajina (Estado de facto).[69]
  - en España, Francisco Camps (presidente de la Generalidad Valenciana) dimite para defender su inocencia en el caso Gürtel.[70]
  - Crisis alimentaria en el Cuerno de África: la Organización de las Naciones Unidas declara formalmente la existencia de una situación de hambruna en dos regiones del sur de Somalia controladas por el grupo terrorista Al-Shabbaab (vinculado a Al Qaeda) y reclama una acción urgente para evitar que la hambruna se extienda al resto del sur somalí y pueda poner en peligro a millones de personas.[71]
  - Un terremoto de 6,1 sacude Uzbekistán dejando 14 muertos y 86 heridos.

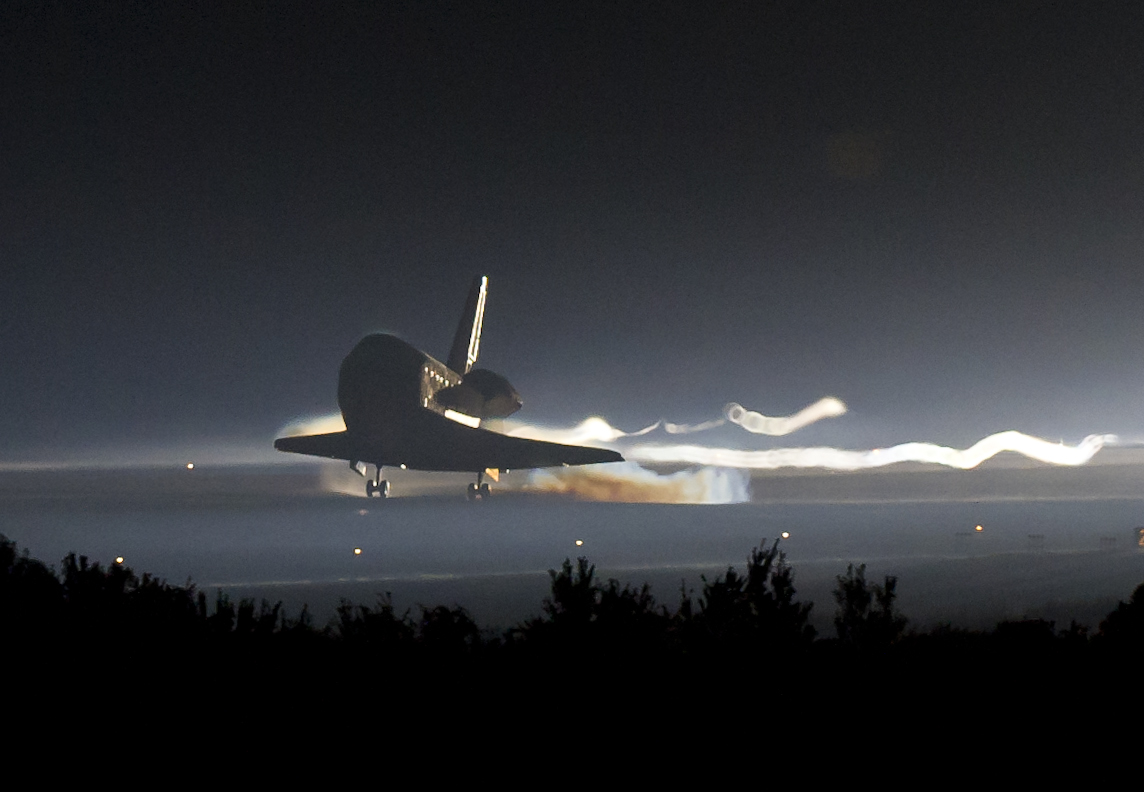
Aterrizaje del Atlantis.

- Aterrizaje del Atlantis.21 de julio: se pone fin a los viajes en transbordadores espaciales con el aterrizaje del Atlantis en su última misión.

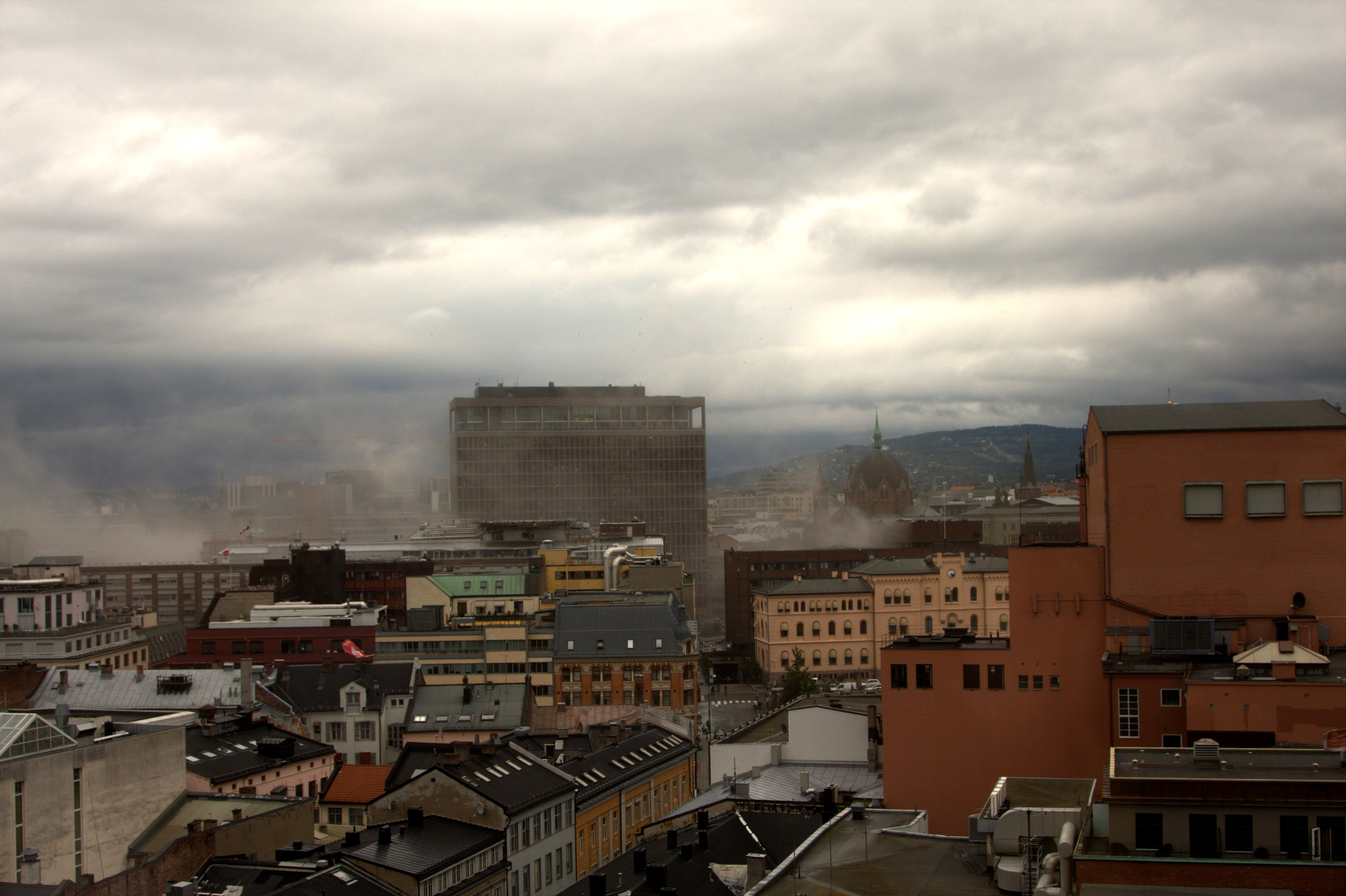
La Oficina del primer ministro Noruego atacada durante los atentados de julio de 2011.

- La Oficina del primer ministro Noruego atacada durante los atentados de julio de 2011.22 de julio: en Noruega se producen dos ataques terroristas coordinados cuando una potente explosión sacude edificios gubernamentales en la capital Oslo mientras en la isla Utøya un pistolero ataca una reunión política en la que participaba el primer ministro Jens Stoltenberg; los ataques dejan 77 muertos.[72]
- 23 de julio: en su casa de Camden (Londres) muere la cantante británica Amy Winehouse a la edad de 27 años.
- 24 de julio: en Buenos Aires (Argentina) En el Estadio Monumental Finaliza la Copa América 2011 y la Selección de Uruguay, Es campeón de la Copa América 2011 tras ganarle 3-0 a la Selección de Paraguay así consiguiendo su título 15.º de Copa América.
- 25 de julio: Truong Tan Sang toma posesión como presidente de Vietnam
- 27 de julio al 7 de agosto: en el barrio Rinkeby, en los suburbios de Estocolmo (Suecia) se celebra el 22.º jamboree (reunión internacional de jóvenes scouts) mundial, con el lema «simplemente escultismo».
- 28 de julio: en Perú asume el nuevo presidente Ollanta Humala, para el período 2011-2016.[73]
- 29 de julio: 
  - Comienza la 18.ª Edición de la Copa Mundial de Fútbol Sub-20 de 2011 por primera vez en Colombia.
  - En España el presidente de gobierno José Luis Rodríguez Zapatero convoca elecciones generales para el 20 de noviembre, a las que no se presentará.[74]

### Agosto
- 2 de agosto: crisis del techo de deuda de Estados Unidos de 2011: en Estados Unidos, el Senado aprueba el acuerdo para subir el techo de gasto público de ese país, evitando que el gobierno de la primera potencia económica del mundo entrara en suspensión de pagos.[75]
- 3 de agosto: en Egipto comienza el juicio contra el expresidente Hosni Mubarak por los asesinatos e intentos de asesinato de más de 800 manifestantes durante la rebelión popular que lo derrocó; de ser hallado culpable podría ser condenado a muerte.[76]
- 4 de agosto: la Organización de las Naciones Unidas declara oficialmente la hambruna en otras tres zonas de Somalia con lo que son ya cinco las regiones somalíes afectadas, y alerta que en cuestión de semanas la hambruna se extenderá a todas las regiones del sur de Somalia amenazando a 12 millones de personas.[77]
- 5 de agosto: en Apatzingán, Michoacán se desapareció la Sección Amarilla

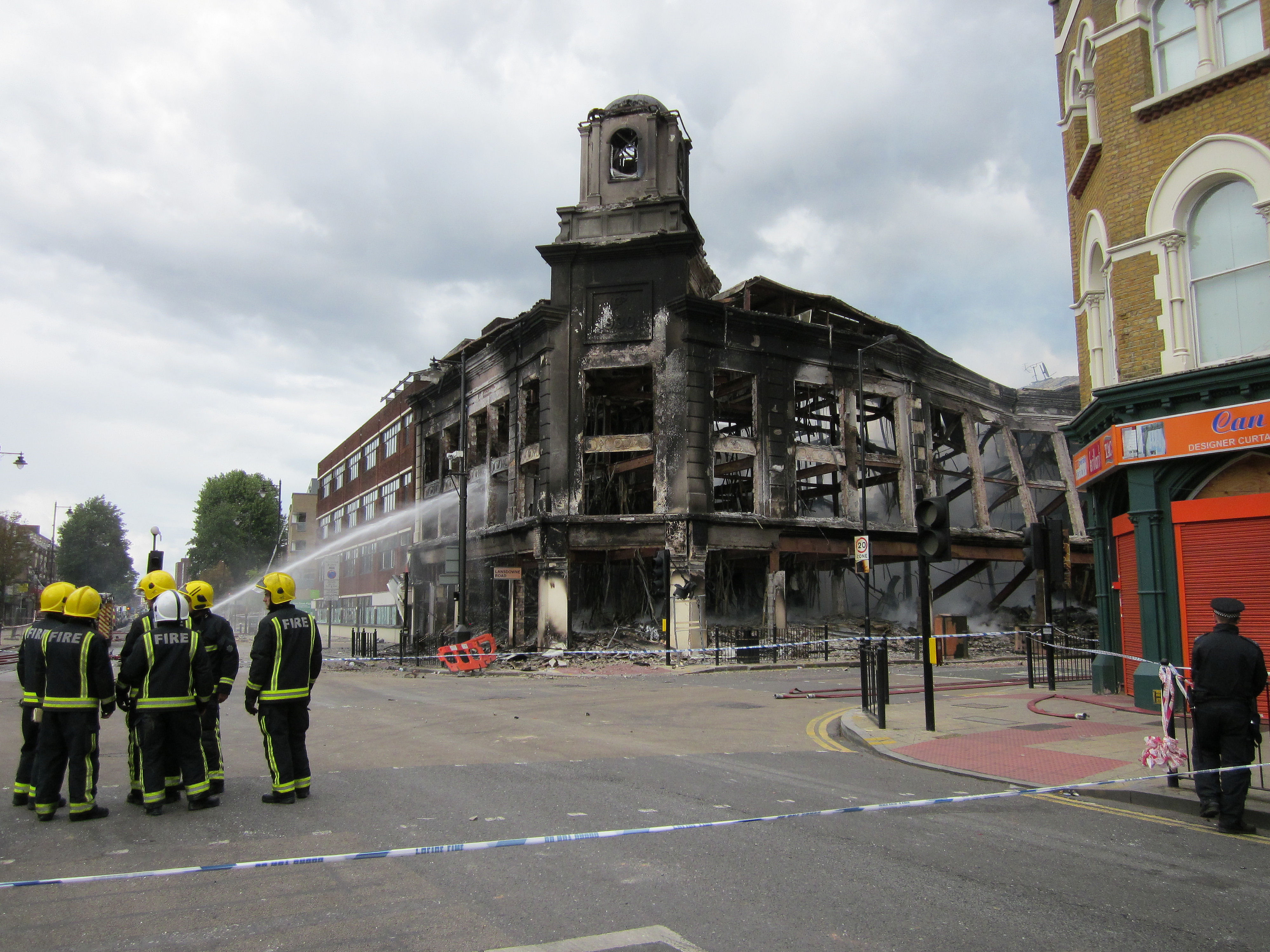
Edificio destruido tras los disturbios de Londres.

- Edificio destruido tras los disturbios de Londres.6 de agosto: se inician disturbios en Londres, donde grupos de jóvenes se enfrentan a la policía y saquean locales[78]
- 13 de agosto: en Italia, Silvio Berlusconi aprueba el plan de ajuste de gasto más restrictivo de la Unión Europea hasta la fecha: entre otras medidas, echará a 54 000 empleados de la administración estatal y retrasará la edad de jubilación en las mujeres.[79]
- 14 de agosto: en Argentina se celebran por primera vez las elecciones primarias, abiertas, simultáneas y obligatorias, establecidas por la Ley 26.571.
- 16 al 21 de agosto: en Madrid (España) se celebra la XXVI Jornada Mundial de la Juventud presidida por el papa Benedicto XVI.[80]
- 19 de agosto: la OTAN informa que ha matado en uno de sus ataques aéreos a Abdullah Senussi, jefe de los servicios secretos libios y cuñado de Muamar el Gadafi, y buscado como aquel por la Corte Penal Internacional; posteriormente se verifica que la información era incorrecta, y Senussi fue arrestado al año siguiente en Mauritania.[81][82]
- 20 de agosto:
  - En Bogotá, Colombia finaliza la Copa Mundial de Fútbol Sub-20 de 2011 y Brasil es campeón por quinta vez de esta categoría tras ganarle 3-2 a Portugal.
  - En Torreón (Coahuila) en el partido de fútbol entre el Santos y el Monarcas se produce una balacera en las afueras del estadio Territorio Santos Modelo, sin dejar personas lesionadas.
- 21 de agosto: en Libia las fuerzas rebeldes toman el control de casi toda la ciudad capital de Trípoli en medio de la sangrienta batalla decisiva de la guerra civil que sacude el país; los rebeldes también hacen prisionero al menos a un hijo del líder Muamar el Gadafi, cuyo paradero es desconocido.[83][84][85]
- 22 de agosto: 
  - Continúa la encarnizada batalla por Trípoli, las fuerzas rebeldes libias luchan para doblegar la feroz resistencia de las últimas fuerzas leales a Muamar el Gadafi en la capital, mientras el líder libio continúa oculto para evitar su captura.[86][87][88]
  - En el estado de Colorado se registra un terremoto de 5,3.
- 23 de agosto:
  - En Virginia (Estados Unidos) se registra un terremoto de 5,8, a las 13:51 EDT (17:51 UTC) causando más de 100 millones de dólares en daños.[89]
  - En Libia, después de intensos combates las fuerzas rebeldes logran conquistar Bab al-Azizia, el complejo residencial de Muamar el Gadafi y último baluarte importante de la resistencia gadafista en Trípoli, aunque los combates prosiguen en el resto de la ciudad.[90][91][92][93][94]
- 24 y 25 de agosto: gran protesta nacional en Chile en apoyo a las protestas estudiantiles, convocada por la Central Unitaria de Trabajadores. El 25 de agosto, en el contexto del paro nacional, muere baleado por un carabinero Manuel Gutiérrez, un joven de 16 años que se encontraba observando el cacerolazo que ocurría en su barrio.[95][96]
- 25 de agosto: 
  - En Monterrey, Nuevo León, México, un incendio y masacre dentro del Casino Royale dejó como víctimas a 52 personas causado por el crimen organizado de Los Zetas.[97]
- La CAF le otorga la sede del Chan 2014 a Sudáfrica en reemplazo de Libia debido a la guerra de aquel país.[98]
- 26 de agosto: 
  - En Japón, el primer ministro Naoto Kan anuncia su renuncia, que surtirá efecto cuando su partido elija a su sucesor.[99]
  - En la selva amazónica, cerca de Manaus (Brasil), un terremoto sacude la región central del Perú y de Brasil (Terremoto de Perú de 2011).
- 28 de agosto: el huracán Irene toca tierra en Carolina del Norte y pone en alerta a toda la costa este de Estados Unidos. Aunque los daños fueron menores de lo esperado murieron un total de 46 personas.[100]

### Septiembre
- 1 de septiembre: 
  - Tony Tan Keng Yam asume como presidente de Singapur.
  - Sale el juego de plataformas “Jetpack Joyride” por la compañía australiana “Halfbrick Studios”.
- 2 de septiembre: 
  - en España se aprueba la reforma del artículo 135 de la Constitución.[101]
  - Yoshihiko Noda toma posesión del cargo de primer ministro de Japón.

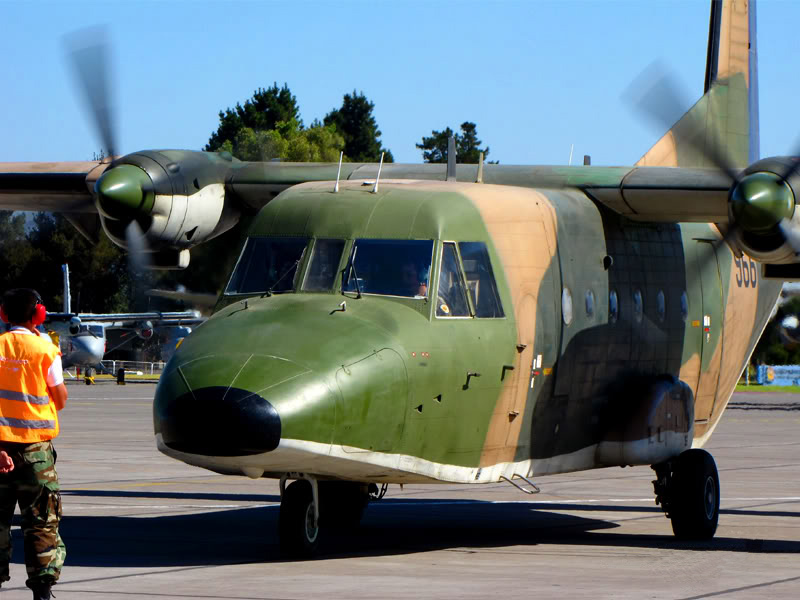
CASA 212 de la Fuerza Aérea de Chile, accidentado cerca de la Isla Robinson Crusoe, en el archipiélago Juan Fernández (Chile).

  - CASA 212 de la Fuerza Aérea de Chile, accidentado cerca de la Isla Robinson Crusoe, en el archipiélago Juan Fernández (Chile).Un avión CASA C-212 Aviocar se estrella cerca de la Isla Robinson Crusoe, en el archipiélago Juan Fernández (Chile), provocando la muerte de 21 personas, entre ellas el popular animador Felipe Camiroaga y el empresario y filántropo Felipe Cubillos.[102]

- 5 de septiembre: Christine Lagarde, directora del Fondo Monetario Internacional lanza una advertencia sobre el riesgo de una recesión económica global e inminente. Esto provoca la caída de los principales mercados bursátiles del mundo.[103]
- 6 de septiembre: Un terremoto de 6,7 sacude la provincia de Aceh en Indonesia.
- 7 de septiembre: se desata un accidente del Yak-42 del Lokomotiv Yaroslavl.
- 11 de septiembre: en las elecciones presidenciales de Guatemala Otto Pérez queda en el primer lugar con el 36,1 % de los votos, pero al no obtener más de la mitad; tendrá que ir a una segunda vuelta con el que quedó en segundo lugar; Manuel Baldizón con el 22,7 % de los votos.
- 12 de septiembre: 
  - São Paulo (Brasil) se lleva a cabo la 60.ª edición del concurso de belleza Miss Universo, en el que Leila Lopes (de Angola) será coronada Miss Universo 2011.[104]
  - En Francia se produce una explosión en el complejo nuclear de Marcoule. Fallece una persona.[105]
  - Crisis financiera griega: El gobierno de Grecia advierte que los fondos públicos solo tienen dinero para pagar nóminas de funcionarios y pensiones hasta octubre.[106]
- 13 de septiembre: en el barrio de Flores de la ciudad de Buenos Aires (Argentina) sucede el Accidente ferroviario de Flores de 2011 involucrando a dos trenes y un colectivo dejando 11 muertos y más de 200 heridos.
- 15 de septiembre: en el centro comercial Rivas Centro del municipio de Rivas-Vaciamadrid ocurre un gran incendio que arrasa una parte de la fachada
- 16 de septiembre: En el Aeropuerto de Reno-Stead, (Estados Unidos) se accidenta un North American P-51 Mustang durante las Carreras Aéreas de Reno: fallecen 11 personas y otras 75 personas quedan graves. (Véase Accidente en las Carreras Aéreas de Reno de 2011)

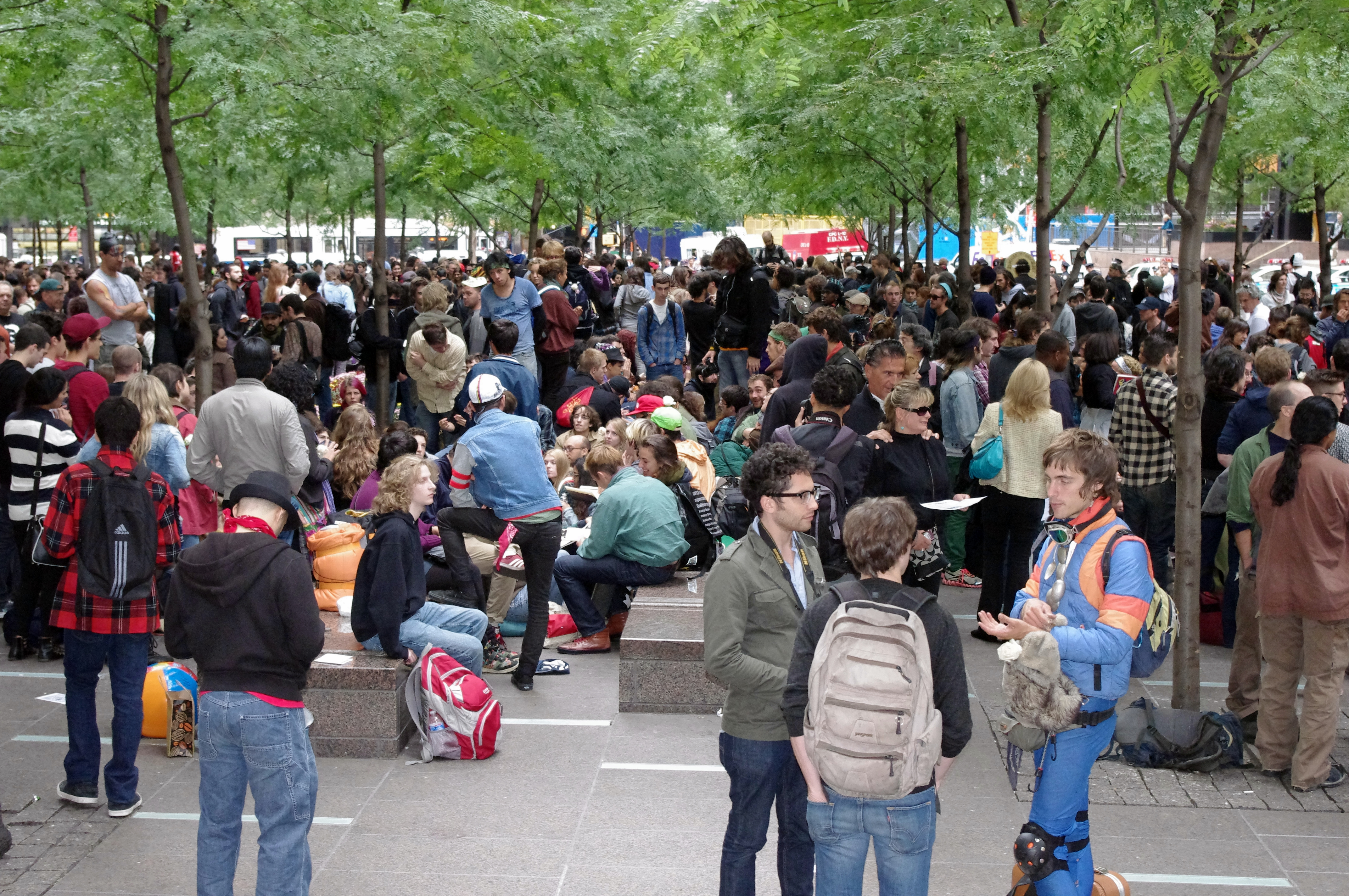
Movimiento Occupy Wall Street comienza el 17 de septiembre.

- Movimiento Occupy Wall Street comienza el 17 de septiembre.17 de septiembre: En Estados Unidos, comienzan las protestas de Occupy Wall Street. Esto se convierte en el movimiento Occupy, que se extiende a 82 países en octubre.[107]
- 18 de septiembre: un terremoto de 6,9 deja 111 muertos en India.
- 20 de septiembre: Mahmud Abbas, presidente de la Autoridad Nacional Palestina, pide a la ONU que reconozca a Palestina como miembro de pleno derecho, lo que choca con la oposición de Israel y Estados Unidos.[108]
- 21 de septiembre: primera emisión de El payaso Plim Plim, un héroe del corazón por Disney Junior para todos los países de Latinoamérica de habla hispana.

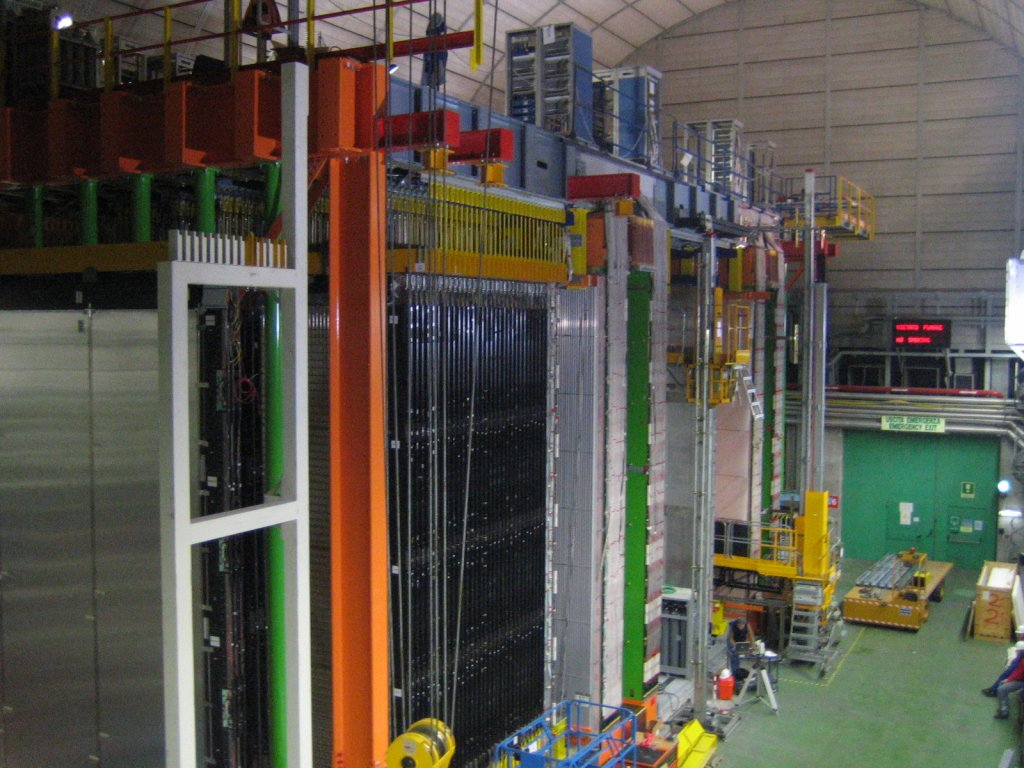
El detector ÓPERA.

- 23 de septiembre: en el macizo Gran Sasso, en el centro de Italia, el detector ÓPERA ha captado neutrinos que, acelerados a 17 Gev en el CERN de Ginebra (Suiza) ―situado a 730 km―, han conseguido viajar más rápido que la velocidad de la luz.[109]
- 24 de septiembre: se estrena la serie preescolar canadiense Justo a tiempo (programa infantil de televisión).
- 25 de septiembre: en Arabia Saudí, el dictador Abdalá bin Abdelaziz reconoce el derecho a voto de la mujer y también el derecho de ser elegida en comicios.[110]
- 28 de septiembre: en España, a causa de la crisis, se suspende el certamen cinematográfico Mostra de València / Cinema del Mediterrani, tras 32 ediciones.
- 29 de septiembre: a las 13:16 GMT China lanza el primer módulo de laboratorio espacial Tiangong-1, no tripulado, germen de la futura estación espacial china que proyectan construir para 2020.[111]

### Octubre
- 5 de octubre: En California, fallece Steve Jobs, fundador de Apple, a causa de un cáncer de páncreas.
- 7 de octubre: En Costa Rica empiezan las lluvias que generarán la Catástrofe humanitaria de Centroamérica de otoño de 2011, con más de 80.000 damnificados.
- 8 de octubre: lluvia de meteoros de las Dracónidas.[112][113]
- 9 de octubre: 
  - En Polonia se celebran elecciones generales, Donald Tusk es elegido presidente.
  - En las islas Canarias sucede una erupción submarina en la isla de El Hierro.[114]
- 10 de octubre: la comunicación a través de los BlackBerry se corta en todo el mundo; se restablece 3 días después.[115]

- 11 de octubre: la ex primer ministro de Ucrania y líder opositora Yulia Timoshenko es condenada a 7 años de prisión tras ser declarada culpable de un delito de abuso de poder, impidiéndole presentarse como candidata a la Rada Suprema en octubre del año siguiente.
- 14 de octubre: en Guadalajara, se inician los Juegos Panamericanos de 2011.
- 16 de octubre: En el circuito de Las Vegas Motor Speedway fallece en accidente el piloto británico Dan Wheldon.
- Muamar Gadafi, líder de Libia que dirigió el país por 4 décadas es asesinado en Sirte el 20 de octubre de 2011.20 de octubre: 

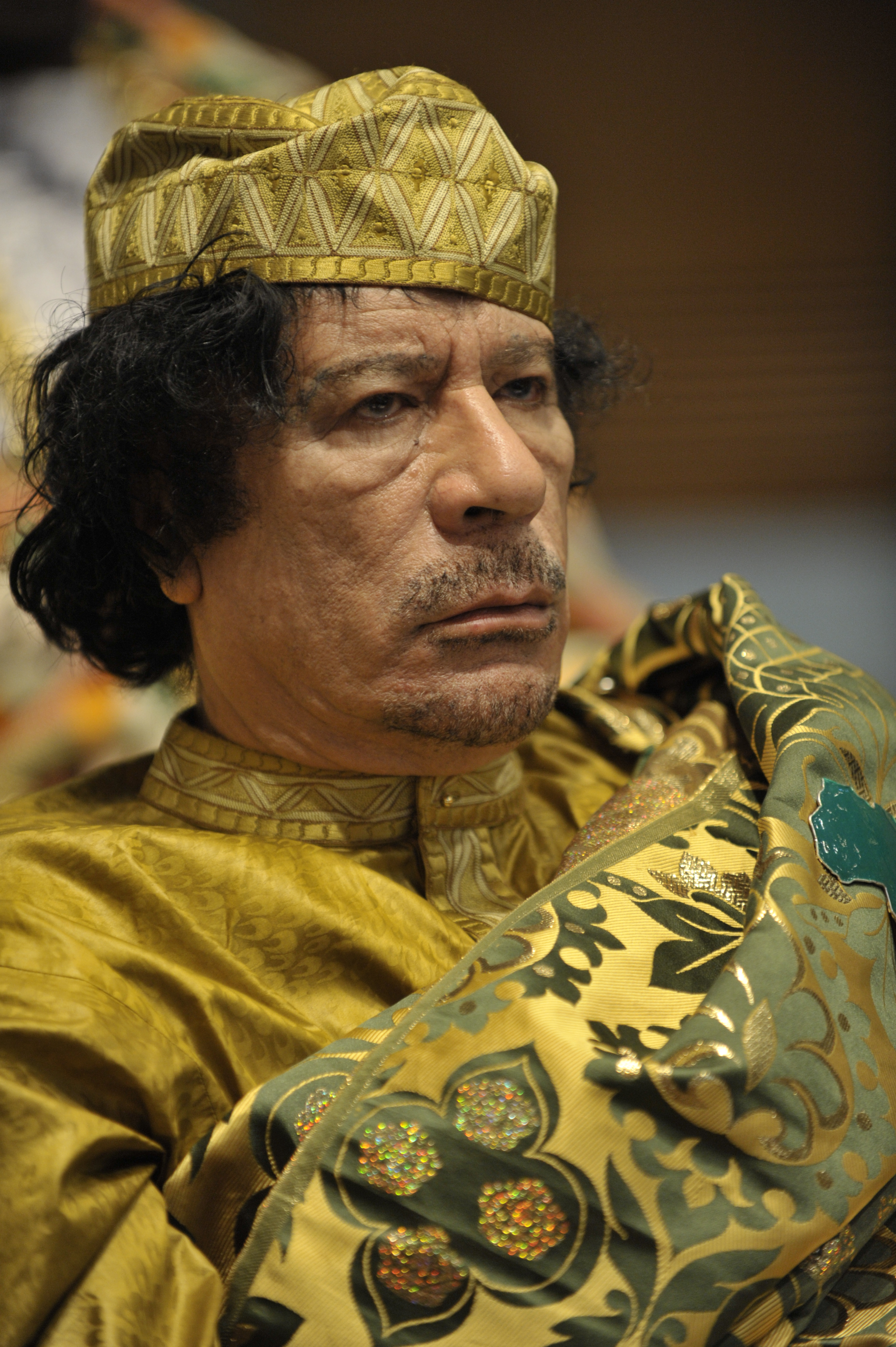
Muamar Gadafi, líder de Libia que dirigió el país por 4 décadas es asesinado en Sirte el 20 de octubre de 2011.

  - En Sirte, Libia, el líder Muamar el Gadafi es asesinado a manos de las fuerzas rebeldes y las fuerzas del Consejo Nacional de Transición toman la ciudad de Sirte, dando por finalizada la guerra civil libia.
  - La organización militante ETA anuncia finalmente el cese definitivo de la violencia.
- 21 de octubre: se lanzan los dos primeros satélites del sistema de navegación Galileo dirigido por la Unión Europea.
- 23 de octubre: 
  - En Turquía, un terremoto de 7,1 sacude la ciudad de Van, dejando un saldo de 604 muertos y más de 4.000 heridos.[116]
  - En Argentina, la presidenta Cristina Fernández de Kirchner es reelecta para un nuevo período de cuatro años, por el 54,1 % de los votos (el candidato perdedor tuvo un 16,8 % de los votos).[117]
- 28 de octubre: en Ica (Perú), un temblor de magnitud 6,7 asusta a la ciudad, pero no hubo heridos.
- 30 de octubre: 
  - En Colombia se celebran las elecciones regionales.[118]
  - Terminan los Juegos Panamericanos de 2011
- 31 de octubre: según estimaciones de la ONU, aproximadamente este día nació el habitante número 7000 millones.[119]
- 31 de octubre: Palestina se convierte en miembro de pleno derecho de la UNESCO a pesar de la oposición de Estados Unidos e Israel.[120]

### Noviembre
- 1 de noviembre: después del acuerdo alcanzado con la Unión Europea, el primer ministro de Grecia convoca en referéndum a sus conciudadanos para saber si están de acuerdo con las medidas para resolver la crisis de la deuda griega.[121]
- 3 de noviembre: China realiza su primera maniobra de acoplamiento espacial con la nave Shenzhou 8.[122]
- 3 al 4 de noviembre: en Francia se realiza la Cumbre del G-20 de Cannes
- 4 de noviembre: en Colombia es abatido Alfonso Cano, líder de las FARC.
- 5 de noviembre: en el estado de Oklahoma se registra un terremoto de 5,7, sintiéndose en los estados de Arkansas, Kansas, Misuri, Tennessee, Texas y Wisconsin.
- 6 de noviembre: 
  - En Londres (Reino Unido) se celebra la 61.ª edición de Miss Mundo. Al final del evento Alexandria Mills, Miss Mundo 2010, coronó a su sucesora, la venezolana Ivian Sarcos, quien le dio la sexta corona mundial a Venezuela, convirtiéndolo en el país con más coronas ganadas.
  - En Nicaragua es reelecto el presidente Daniel Ortega
  - En Guatemala Otto Pérez Molina gana la presidencia de la República.
- 8 de noviembre: asteroide 2005 YU55 pasa a una distancia de 239 000 km de la Tierra.
- 9 de noviembre: 
  - En México, el presidente Felipe Calderón Hinojosa lanza la iniciativa El Buen Fin, que se llevó a cabo entre el 18 y el 21 de noviembre.
  - En Turquía, un segundo terremoto de 5,6 sacude la ciudad de Van dejando 38 muertos y 260 heridos.
- 11 de noviembre: 
  - Michael D. Higgins toma posesión como presidente de Irlanda.
  - En México muere un Accidente aéreo del TPH-06 de la Fuerza Aérea Mexicana el Secretario de Gobernación Francisco Blake Mora.

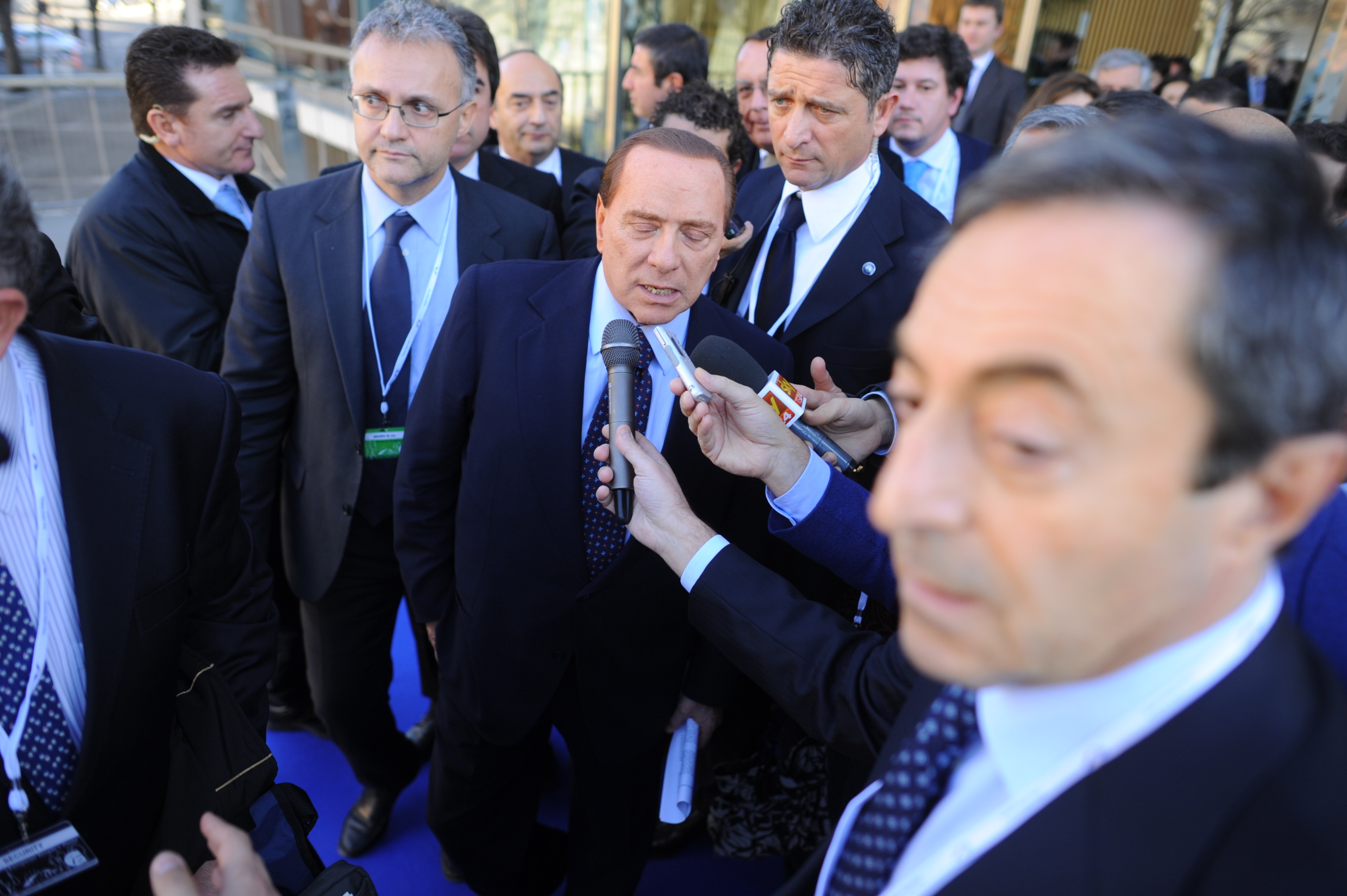
Dimisión de Silvio Berlusconi

- Dimisión de Silvio Berlusconi12 de noviembre: Silvio Berlusconi dimite como presidente del Consejo de Ministros de Italia.
- 15 de noviembre: la prima de riesgo generada por el pago de la deuda soberana española alcanza máximos históricos, junto a la italiana, superando la española los 458 puntos de diferencia con la alemana.[123]
- 18 de noviembre: Se lanza la versión completa del videojuego Minecraft, que se convierte en el videojuego más vendido de todos los tiempos.[124]
- 20 de noviembre: en España se celebran elecciones generales, ganándolas el Partido Popular con mayoría absoluta y su líder Mariano Rajoy asumirá el cargo de presidente del Gobierno.[125]
- 21 de noviembre: un terremoto de 5,9 sacude Birmania.
- 23 de noviembre: 
  - En Arabia Saudita el presidente de Yemen, Ali Abdullah Saleh, firma un acuerdo con la oposición por el que transfiere todos sus poderes a su vicepresidente y acepta retirarse para dar paso a la transición a la democracia; con ello se pretende poner fin a la violencia generada por la represión a la rebelión popular contra Saleh.[126][127][128]
  - En Temuco, Chile, se inaugura el coliseo Autónoma, recinto deportivo de la Universidad Autónoma.
- 26 de noviembre: la NASA lanza nueva nave Curiosity.[129]
- 28 de noviembre: empieza la XVII Conferencia de la ONU sobre Cambio Climático en Durban, Sudáfrica, con el objetivo de prorrogar el Protocolo de Kioto.[130]
- 28 de noviembre: Francisco Palencia se retira de los Pumas de la UNAM.
- 29 de noviembre: ataque a la Embajada Británica en Irán de 2011
- 30 de noviembre: el expresidente de Costa de Marfil, Laurent Gbagbo, recientemente derrocado, es extraditado de su país a los Países Bajos para ser juzgado por la Corte Penal Internacional por presuntos crímenes de lesa humanidad; se trata del primer exjefe de estado que será juzgado por la CPI desde la creación de este tribunal internacional.[131]

### Diciembre
- 1 de diciembre: Almazbek Atambáyev toma posesión del cargo como presidente de Kirguistán.
- 2 y 3 de diciembre: se lleva a cabo el Teletón México se recaudaron 471 millones de pesos.
- 4 de diciembre: 
  - El gobierno italiano de Mario Monti aprueba el primer paquete de medidas anticrisis que suponen unos duros recortes para la población, entre ellos aumentar la cotización de las pensiones a los 42 años.[132]
  - En Rusia se celebran elecciones parlamentarias y el partido Rusia Unida del primer ministro Vladímir Putin obtiene la victoria al conservar la mayoría absoluta; sin embargo la victoria se ve empañada por una considerable reducción de votos y escaños para Rusia Unida en comparación con las elecciones anteriores, y por denuncias de fraude electoral que originan protestas callejeras.[133]
  - En Croacia se celebran elecciones parlamentarias y triunfa la oposición socialdemócrata de centroizquierda.[134]
  - En Eslovenia se celebran elecciones parlamentarias y un partido opositor de centro-izquierda gana pero sin obtener mayoría absoluta; se prevén duras negociaciones para formar gobierno.[135]
- 5 de diciembre: 
  - el expresidente de Costa de Marfil, Laurent Gbagbo comparece por primera vez ante la Corte Penal Internacional para responder por crímenes de lesa humanidad, en un hito histórico al ser el primer exjefe de estado que comparece en audiencia judicial como acusado ante esa corte; Gbagbo se queja de maltratos a él y su familia por militares franceses durante su captura y cautiverio en Costa de Marfil.[136]
  - Fallece el ex-piloto británico Peter Gethin.
- 9 de diciembre: en Bruselas concluye la histórica cumbre europea destinada a tomar medidas para salvar el euro y solucionar la grave crisis de deuda soberana de los países de la Unión Europea; se acuerdan drásticas medidas de disciplina fiscal para reducir las deudas de las naciones europeas y así calmar a los mercados financieros, pero la cumbre se ve empañada por la negativa del Reino Unido a participar en el acuerdo, quedando aislado del resto de la Unión.[137][138] [139] y [140] Afirma que Terra Venezuela y sus subdominios vuelven a estar activos] </ref> como [141] es un ejemplo de estos también vuelve a estar activo aunque es posible que acabe redirigido a El-nacional ya que es el más relevante hacia la url</ref>[142] o al mismo dominio raíz que terra.com.ve</ref>
- 10 de diciembre: en Rusia se celebran las manifestaciones de protesta más multitudinarias desde el fin de la Unión Soviética; los manifestantes protestan por el presunto fraude electoral en las recientes elecciones parlamentarias y contra el gobierno de Vladímir Putin.[143]
- 10 de diciembre: en el estado de Guerrero se registra un terremoto de 6,5 que deja 3 muertos y varios heridos.
- 11 de diciembre: en Panamá arriba al país el exdictador panameño Manuel Antonio Noriega, extraditado por Francia (donde cumplió condena por lavado de dinero); Noriega tiene pendientes varias condenas dictadas en ausencia por la justicia panameña por asesinatos de opositores a su régimen y otros crímenes de lesa humanidad, y además debe enfrentar acusaciones por otros delitos.[144]

- 12 de diciembre: en España La Zarzuela apartó de los actos oficiales a Iñaki Urdangarin, esposo de la infanta Cristina de Borbón, porque su comportamiento no era «ejemplar» para la Casa del Rey Juan Carlos I.[145][146] Unos días después, el 29 de diciembre, Urdangarin fue imputado por el juez José Castro en el caso Nóos.[147]
- 15 de diciembre: Guadalupe Acosta Naranjo toma posesión como presidente de la mesa directiva de la Cámara de Diputados.
- 17 de diciembre: Fallece Kim Jong-il, presidente de Corea del Norte desde 1994, lo sucede su hijo Kim Jong-un.

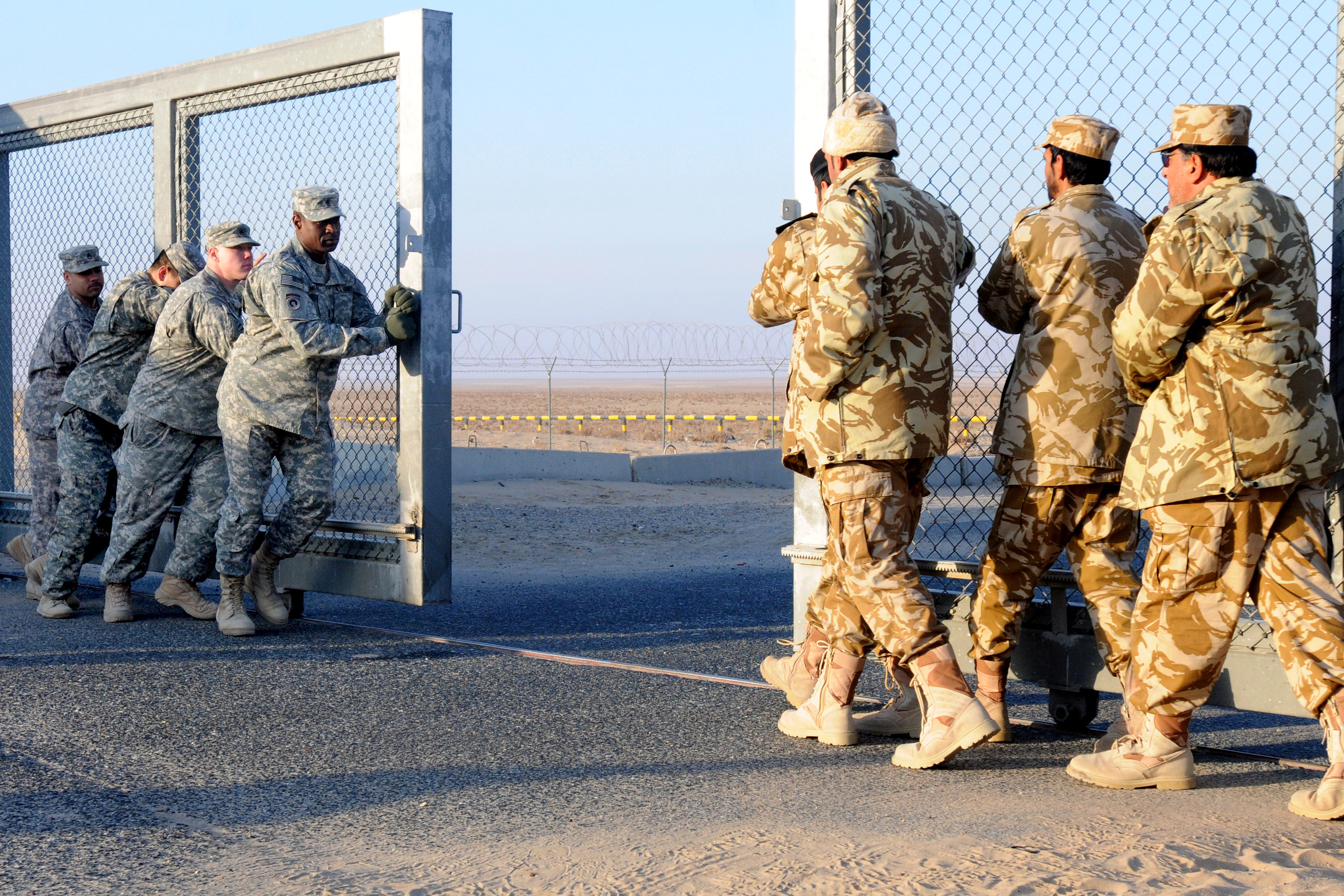
Fuerzas estadounidenses y kuwaitíes cerrando la puerta fronteriza entre Irak y Kuwait (18 de diciembre de 2011)

- Fuerzas estadounidenses y kuwaitíes cerrando la puerta fronteriza entre Irak y Kuwait (18 de diciembre de 2011)18 de diciembre: Guerra de Irak: Estados Unidos culmina su retirada de Irak tras ocho años de conflicto; los últimos 500 militares estadounidenses cruzan la frontera con Kuwait al amanecer, después de haber entregado su última base a militares iraquíes dos días antes.[148]
- 19 de diciembre: en Corea del Norte el régimen da a conocer la muerte del hasta entonces dictador del país Kim Jong-il, acaecida dos días antes; la noticia siembra incertidumbre y temor por la estabilidad de la región asiática, aunque en principio el hijo del fallecido líder, Kim Jong-un, ha sucedido a su padre.[149]
- 22 de diciembre: en Bagdad (Irak), varios atentados terroristas dejan al menos 71 muertos y decenas de heridos; los atentados fueron reivindicados días después por el grupo terrorista Estado Islámico, que en esa época estaba vinculado a la red Al Qaeda, y tuvieron como objetivo a los musulmanes chiíes, haciendo temer un resurgir de la guerra civil sectaria en el país.[150]
- 23 de diciembre: en Damasco (Siria), atentados terroristas dejan al menos 44 muertos y mientras el Gobierno los atribuye a la red terrorista Al Qaeda, esta los atribuye al propio Gobierno para desacreditar a los opositores. Esto ocurre mientras recrudece la violencia en el país por la represión a las protestas contra el presidente Bashar Al Assad y por los enfrentamientos armados entre militares leales al régimen y militares desertores rebeldes, arrastrando al país a la guerra civil.[151]
- 23 de diciembre: en Dosquebradas (Colombia), la explosión de un oleoducto deja 15 víctimas y más de 90 heridos (tragedia de Dosquebradas de 2011); las causas se atribuyen al robo ilegal de combustible en la zona.[152]
- 24 de diciembre: en Rusia se celebra una segunda oleada de manifestaciones multitudinarias de protesta contra el primer ministro Vladímir Putin y el presunto fraude electoral en las elecciones parlamentarias; las protestas son más concurridas que las de la oleada anterior y las más grandes en veinte años, haciendo tambalear el poder de Putin.[153]
- 25 de diciembre: en Nigeria varios atentados coordinados contra iglesias católicas (en plenas celebraciones religiosas de Navidad) dejan al menos 49 muertos y más de un centenar de heridos; los atentados se atribuyen al grupo fundamentalista islámico nigeriano Boko Haram, en guerra contra el gobierno del país.[154]
- 25 de diciembre: en Afganistán un atentado terrorista suicida en un funeral deja al menos 20 muertos y decenas de heridos; el atentado ocurre en momentos en que operaciones de las fuerzas militares y policiales afganas y de las fuerzas internacionales habían matado al menos a 30 guerrilleros.[155]
- 26 de diciembre: en Guinea Bissau es aparentemente sofocado un confuso intento de golpe de Estado, con versiones encontradas de los militares enfrentados y un temporal vacío de poder ante la incertidumbre por el paradero del primer ministro y la ausencia del presidente (de viaje por el extranjero).
- 29 de diciembre: en el norte de Irak mueren al menos 35 civiles iraquíes de etnia kurda al ser bombardeados por error por la Fuerza Aérea Turca que los confundió con guerrilleros del Partido de los Trabajadores de Kurdistán (grupo guerrillero que lucha por la independencia del Kurdistán Turco) que estarían intentando cruzar la frontera de Irak con Turquía.[156]

### Sin fecha
- Renace la música «Independiente» muy asociada a la subcultura «Hipster»

## Ciencia y tecnología
- Se lanza a la venta el iPad 2 de Apple.
- 15 de enero: Wikipedia cumple su décimo aniversario (Wikipedia en inglés).
- 16 de marzo: Wikipedia en español cumple su décimo aniversario.
- En el CERN se consiguen crear unos 300 átomos de antihidrógeno y mantenerlos aprisionados durante 16 minutos.[157]

- El proyecto Hi-Gal de la ESA fotografía una estructura hasta el momento solo concebida teóricamente. Se trata de un anillo de 650 años luz de diámetro, que gira alrededor del centro de nuestra galaxia, la Vía Láctea.[158] El anillo se localiza a 28 000 años luz de la Tierra, posee 10 veces más materia que el agujero negro al que circunvala.
- En junio, en las costas de la isla de Bali (Indonesia) dos buceadores filman, después de meses de pruebas infructuosas, la anguila transparente (Leptocephalus larva).[159]
- 2 de junio: la empresa estadounidense Microsoft da a conocer (para pruebas) a fabricantes OEM el sistema operativo denominado Windows 8 Pre-Release, pero se filtra en redes P2P y BitTorrent.
- 20 de julio: el Telescopio Espacial Hubble ha descubierto un cuarto satélite de Plutón. Según las primeras estimaciones, la pequeña luna mide entre 13 y 34 km de diámetro. Es denominada provisionalmente como P4.[160]
- El 23 de julio la revista Astrophysical Journal Letters, publica el hallazgo de lo que hasta el momento se configura como la mayor reserva de agua en el Universo. El descubrimiento fue realizado por un grupo de astrónomos del JPL (Jet Propulsion Laboratory) de la NASA y del Caltech (California Institute of Technology).[161]
- 23 de septiembre: en un experimento conjunto entre el CERN (en Ginebra) y el laboratorio de partículas nucleares del Gran Sasso (Italia), distantes 730 km, se ha podido medir la velocidad de los neutrinos, que han superado la velocidad de la luz. El descubrimiento revoluciona toda la concepción actual de la física. Las mediciones rigurosamente controladas son el resultado del trabajo de 160 científicos de 11 países, coordinados por el científico italiano Antonio Ereditato.[162]

## Deporte
- 14 de diciembre: en Chile el club de fútbol de la Universidad de Chile se consagra campeón de la Copa Sudamericana 2011 siendo el primer equipo chileno en obtener dicho galardón, de manera invicta y como el mejor campeón en la historia de los torneos organizados por la Conmebol con un rendimiento del 88,8 %.[163]
- 17 de diciembre: en Colombia, desciende por primera vez en su historia el América de Cali a la Primera B (Colombia).
- 12 de diciembre: en México, Tigres UANL equipo de San Nicolás de los Garza, Nuevo León es campeón por 3.ª vez en su historia después de 30 años que no pudo consagrar el título de Liga.
- 1 de marzo: Se expulsa de la Primera División de Costa Rica al club Municipal Liberia por inestabilidad económica
- 1 de mayo: Se refunda en el cantón de Liberia el club Municipal Liberia en la Segunda División de Costa Rica con una nueva administración.
- 26 de junio: en Argentina, desciende por primera vez en su historia el Club Atlético River Plate a la Primera B Nacional tras empatar en la vuelta en el monumental 1-1 con el club Belgrano de Córdoba, quien ganó de local en la ida 2-0, dejando un global de 3-1 a favor de los apodados "piratas"
- 18 de diciembre: La final del Torneo Clausura 2011 (Paraguay)  en Paraguay se disputó entre Club Olimpia y Club Rubio Ñu en el estadio Defensores del Chaco. Olimpia ganó 2-1, rompiendo una sequía de títulos desde 2004.

## Cine
- Los Pitufos
- Cars 2
- Kung Fu Panda 2
- Harry Potter y las Reliquias de la Muerte: parte 2
- Transformers: el lado oscuro de la luna
- Thor
- Medianoche en París
- Super 8
- Capitán América: el primer vengador
- Pirates of the Caribbean: On Stranger Tides
- Linterna Verde
- The Twilight Saga: Breaking Dawn - Part 1
- Friends with Benefits
- Destino final 5
- El Diario De Greg: La Ley De Rodrick
- Río
- 03:34 Terremoto en Chile
- Monte Carlo
- Don Gato y su pandilla
- La leyenda de la Llorona
- El Gato con Botas
- Xabierlon 4: Ministerio de ser Musculosos
- Hop
- Los Muppets (película)

## Televisión
- Febrero: el canal francocanadiense, TVA cumple sus 40 años de estar transmitiendo para Quebec.
- 1 de marzo: el canal venezolano Venevisión cumple sus 50 años de estar transmitiendo para Venezuela.
- abril: Teleocho (actualmente Telefe Córdoba) cumple 40 años de estar transmitiendo para Córdoba (Argentina)
- 2 de mayo: el canal latinoamericano Nickelodeon estrena su serie original protagonizada por Isabella Castillo: Grachi.
- 21 de julio: el canal argentino Telefe (anteriormente Canal 11) cumple sus 50 años de estar transmitiendo para Argentina.
- Agosto: El canal panameño, Tele7 cesó sus transmisiones a ser reemplazado por Mall TV.
- Octubre: el canal canadiense, CTV cumple sus 50 años de estar transmitiendo para Canadá.

## Videojuegos
- Survivalcraft clon de Minecraft.
- Mario Kart 7
- The Legend of Zelda: Ocarina of Time 3D
- Mortal Kombat 9
- Call of Duty: Modern Warfare 3
- Kirby's Return to Dream Land
- "Minecraft" Termina su desarrollo después de 2 años.
- Battlefield 3
- Batman: Arkham City
- Final Fantasy XIII-2
- LittleBigPlanet 2
- Marvel vs. Capcom 3: Fate of Two Worlds
- Gears of War 3
- Sonic Generations
- Portal 2
- NBA 2K12
- Mario & Sonic en los Juegos Olímpicos London 2012
- Mario Sports Mix
- Super Mario 3D Land
- Star Wars: The Old Republic
- Dissidia 012 Final Fantasy
- The Last Guardian
- L.A. Noire
- Metal Gear Solid HD Collection
- Ace Combat: Assault Horizon
- DanceDanceRevolution X3 vs. 2ndMIX
- Touhou Shinreibyou ～ Ten Desires
- Deus Ex: Human Revolution
- PES 2012
- El Profesor Layton y la Llamada del Espectro
- FIFA 12
- The Legend of Zelda: Skyward Sword
- The Elder Scrolls V: Skyrim
- 26 de febrero: Sale a la venta el Nintendo 3DS
- 15 de noviembre: Microsoft en asociación con 343 Industries lanzan Halo: Combat Evolved Anniversary para el Xbox 360
- WWE All Stars
- WWE'12
- Terraria

## Premios Príncipe de Asturias
- Artes: Riccardo Muti.[164]
- Letras: Leonard Cohen.[165]

## Conmemoraciones y fiestas
- 18 de enero: 140 aniversario de la proclamación del Imperio Alemán y de Guillermo I como su primer emperador.
- 6 de febrero: Centenario del nacimiento del político Ronald Reagan.
- 26 de abril: 25.º aniversario del desastre de Chernobyl[166]
- 15 de mayo: bicentenario de la independencia nacional de la República del Paraguay.
- 18 de mayo: bicentenario de la Batalla de Las Piedras.
- 5 de julio: bicentenario de la declaración de independencia de Venezuela.
- 18 de julio: 75 aniversario del golpe militar en España, por parte del ejército, contra la Segunda República, que desemboca en la Guerra Civil.
- 24 de julio: en Perú, centenario del redescubrimiento de Machu Picchu por el estadounidense Hiram Bingham.[167]
- 30 de julio: en México, bicentenario del fusilamiento de Miguel Hidalgo y Costilla.
- 12 de agosto: en México, centenario del nacimiento del actor cómico Mario Moreno "Cantinflas".
- 19 de agosto: en el estado de Michoacán (México), bicentenario de la institución de la Junta de Zitácuaro.
- 11 de septiembre: décimo aniversario de los atentados del 11 de septiembre de 2001 en Nueva York y Washington (Estados Unidos).
- 18 de septiembre: 50.º Aniversario de la muerte de Dag Hamde marzokjöld[168]
- 5 de noviembre: bicentenario del primer movimiento independentista de Centroamérica, en San Salvador.
- 11 de noviembre: Cartagena de Indias (Colombia) cumple el bicentenario de su independencia.
- 4 de diciembre: 25.º aniversario de la aprobación de la Declaración sobre el derecho al desarrollo[169]